# Федерация за всеобщий мир
Федерация за всеобщий мир (англ. Universal Peace Federation, кор. 천주평화연합, кит. 天宙平和聯合 или 天宙和平聯合會, UPF) — это всемирная миротворческая межэтническая и межрелигиозная неправительственная организация, основанная в 2005 году, стоит в генеральном консультативном статусе при Экономическом и Социальном Совете Организации Объединённых Наций.

## Концепция
Федерация основана в 2005 году. Учредительная конференция состоялась 12 сентября 2005 года в нью-йоркском Линкольн-центре, США. Имеет генеральный консультативный статус в ЭКОСОС ООН. Основные проекты направлены на укрепление семьи, верности в браке, уважения к представителям иных религий и этносов. Для продвижения этих идей Федерация проводит семинары и конференции. Особое значение придаётся диалогу религий и культур. Федерация поощряет здоровый образ жизни, благотворительность и ценностно-ориентированное добровольчество.

## Формы деятельности
Формы деятельности федерации — народная дипломатия, миротворчество, межэтническое сотрудничество, межрелигиозный диалог для установления мира во всем мире. Федерация проводит Всемирные саммиты по вопросам устойчивого развития, восстановления мира в конфликтных зонах, и т. д..

## Статус при ООН
Федерация имеет генеральный консультативный статус в ЭКОСОС ООН, входит в состав Комиссии ООН по устойчивому развитию, в состав Отделения ООН по правам палестинцев в Совет по правам человека ООН. Федерация проводит совместные программы с Экономической и социальной комиссией ООН по Западной Азии (ЭСКЗА, United Nations Economic and Social Commission for Western Asia), направляет тематические доклады по вопросам миротворчества, семьи и женщин в ООН, является членом комитета ООН по свободе совести и веры в Женеве (англ. NGO Committee on FoRB in Geneva), членом Комитета неправительственных организаций по семье (англ. NGO Committee on the Family) и Комитета неправительственных организаций по духовности, ценностям, глобальным проблемам (англ. NGO Committee on Spirituality, Values, and Global Concerns) в Нью-Йоркском офисе ООН. Федерация зарегистрирована на PreventionWeb при управлении ООН по снижению риска бедствий.

## История

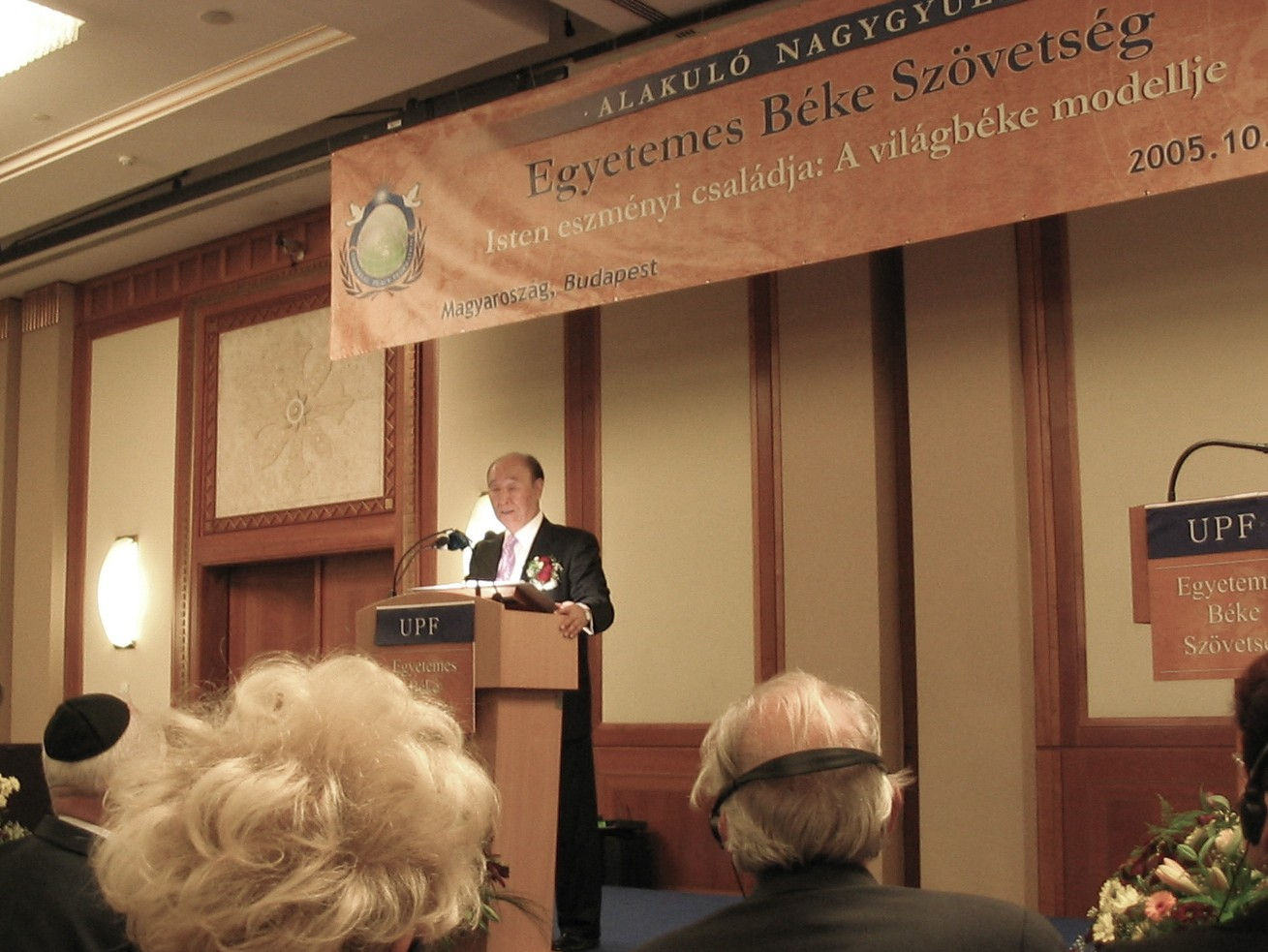
Выступление основателя Федерации за всеобщий мир Мун Сон Мёна в Будапеште, Венгрия, 28 октября 2005 года

Основатель федерации — общественный и религиозный деятель Мун Сон Мён, уроженец Кореи (ныне территория КНДР).
Предшественник федерации — учрежденная в 1999 году Межрелигиозная межнациональная федерация за мир во всем мире (англ. Interreligious and International Federation for World Peace), была переименована в Федерацию за всеобщий мир в 2005 году.
12 сентября 2005 году в Нью-Йорке в инаугурационной конференции Федерации за всеобщий мир на тему «Вызовы и перемены в глобальном управлении и гражданском обществе» приняли участие 1100 высокопоставленных делегатов из более чем 120 стран мира. На программе выступили Рагим Гусейнов, Николаэ Цыу, Виктор Евграфович Шудегов, Гамильтон Грин, Станислав Шушкевич, Реджеп Мейдани, Ллойд Эрскин Сэндифорд, Йозеф Лукл Громадка, Мэндсайханы Энхсайхан, Джеймс Мэнчем и Томас Ременгесау. В своём обращении основатель федерации Мун Сон Мён указал, что призывает новую организацию стать «братом ООН».
С 2005 года по 2007 год основатель федерации и его супруга Хан Хакча совершили несколько всемирных туров с публичными речами. Они выступили с предложениями создать межрелигиозный совет при ООН, открыть зоны мира в горячих точках планеты (в частности, в демилитаризованной зоне между Республикой Кореей и КНДР) и построить тоннель через Берингов пролив. Федерация стала одной из организаций, которые привнесли активный межрелигиозный диалог в Организацию Обхединённых Наций.
Согласно аффилированному источнику, в настоящее время федерация имеет отделения в 159 странах.

## Структура

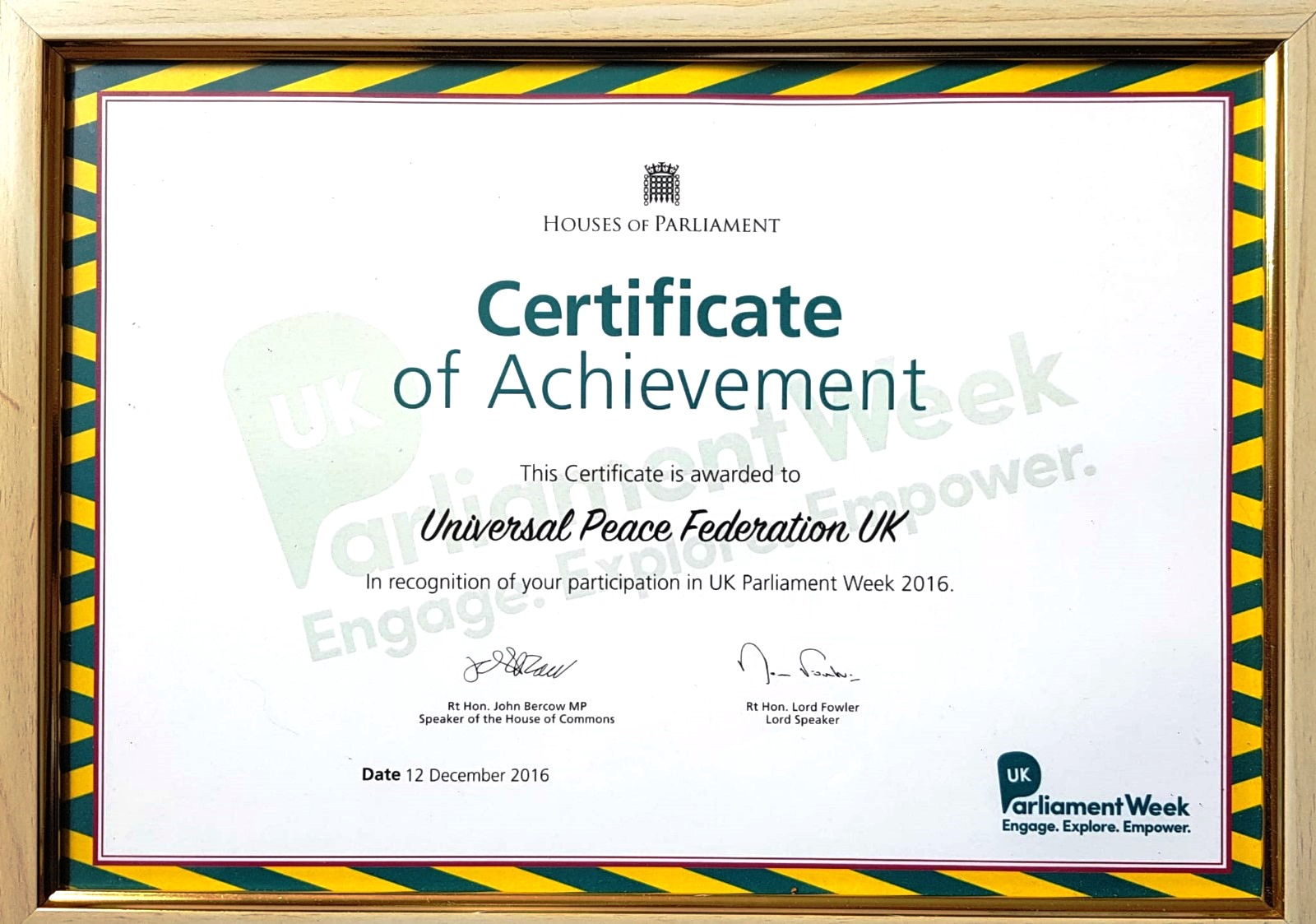
Certificate of Achievement, грамота от Парламента Великобритании за участие в Парламентской неделе 2016 года в адрес Федерации за всеобщий мир Соединённого королевства, 12 декабря 2016 года

Федерация зарегистрирована в ряде стран как неправительственная организация.
С 2015 года в Москве Федерация за всеобщий мир признана Правительством Москвы «социально ориентированной НКО» и внесена в реестр волонтерских организаций города. В Москве и Центральном Федеральном Округе России федерация занимается экологическим просвещением и развитием волонтерства в молодёжной среде. Среди азиатских отделений федерации наиболее активны в Тайвани, Непале, Индии и Таиланде. Среди африканских отделений федерации известны таковые в Зимбмбве, Кении, на Сейшельских островах. В этом регионе федерация проводит встречи с Африканским союзом. На Ближнем востоке федерация работает в Израиле и Иордании. Федерация работает на североамериканском континенте в США и Канаде. В Южной Америке федерация активна в Уругвае, Перу, Бразилии и Аргентине. В Европе наиболее известна работа отделений федерации в Нидерландах, Италии, на Мальте и Великобритании (где федерация признана благотворительной ассоциацией и имеет грамоты от Парламента Великобритании). В этом регионе федерация делает сообщения в ОБСЕ. В Океании значительное отделение находится в Австралии.

### Руководство и секретариат
С момента учреждения федерации и до кончины её основателя главный секретариат располагался в Территауне, штат Нью-Йорк, США. С 2013 года центральный офис Федерации находится в Сеуле, Республика Корея.
С 2023 года председателем Федерации стал д-р Янг Чанг Шик. Он сменил на этом посту её первого руководителя — д-ра Томаса Уолша. В 2025 году Янг провел ряд встреч в поддержку принятия Хартии мира (англ. Peace Charter) с бывшим вице-президентом Индонезии Юсуфом Калой, бывшим спикером Национальной ассамблеи Индонезии Агунгом Лаксоно и депутатом Дэйвом Пикарно Лаксоно. 13 февраля 2025 года Янг нанёс визит премьер-министру Непала Кхадге Прасаду Шарме Оли, призвав участвовать в мирном воссоединении Южной Кореи и Северной Кореи. 20 февраля 2025 года он выступил перед конгрессом Гондураса в рамках совещания   Форума председателей законодательных органов стран Центральной Америки, Карибского бассейна и Мексики (исп. Foro de Presidentes y Presidentas de Poderes Legislativos de Centroamérica, la Cuenca del Caribe y México, FOPREL).

## Ассоциации в составе Федерации за всеобщий мир
C 2020 года состав Федерации входят следующие Ассоциации.

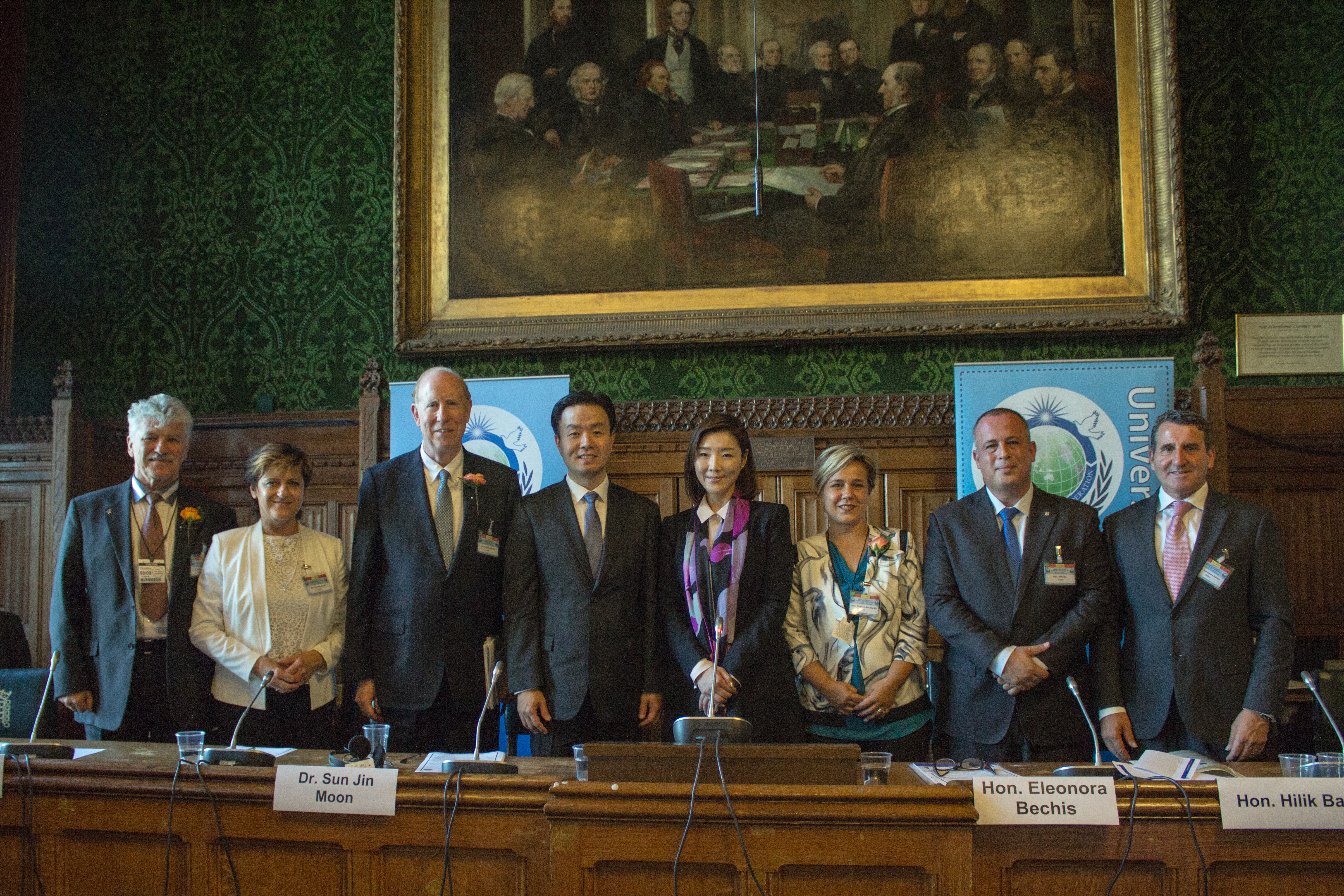
Международная ассоциация парламентариев за мир, Парламент Лондон, Великобритания, 2016 год

### Международная ассоциация парламентариев за мир
Международная ассоциация парламентариев за мир (англ. Association of Parliamentarians for Peace, IAPP) представляет собой глобальную инициативу, объединяющую парламентариев мира с целью обмена опытом. Ассоциация служит платформой для обсуждения изменения климата, роста экстремистских идей, гуманитарных катастрофы и конфликтов и фокусируется на миротворчестве, межрелигиозном примирении, воспитании личности, борьбе с коррупцией и усилении демократии. В рамках организации проводятся мероприятия с участием парламентариев для разработки практических решений в области мира и развития.

#### События
Ассоциация основана в Национальной ассамблее Южной Кореи в феврале 2016 года. В Уганде создана в 2017 году в национальном парламенте. Создание ассоциации в Либерии состоялось в 2018 году.

### Международная ассоциация за мир и экономическое развитие

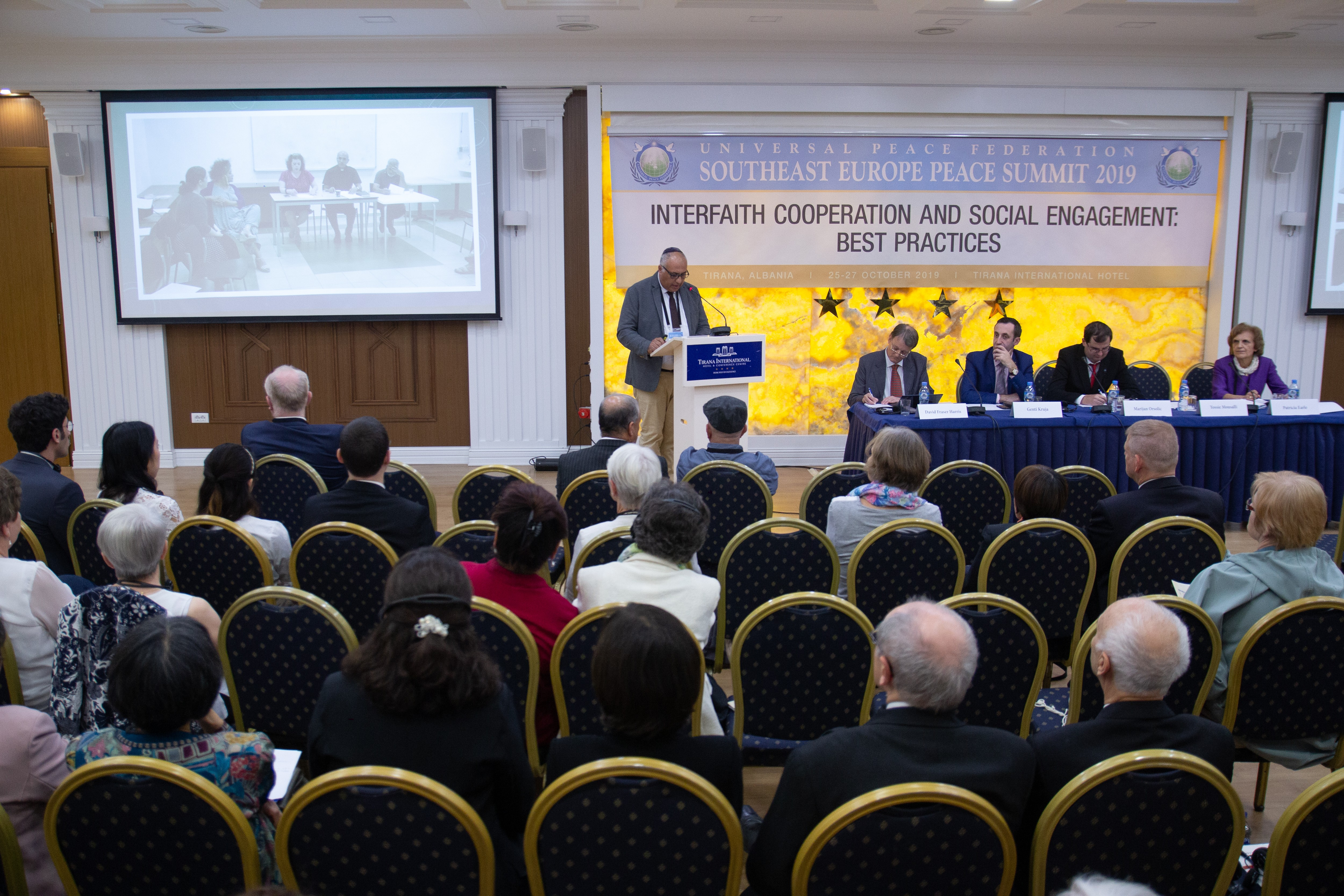
Конференция, Международная ассоциация за мир и экономическое развитие, Тирана, Албания, 2019 год

Международная ассоциация за мир и экономическое развитие (англ. International Association for Peace and Economic Development, IAED) представляет собой инициативу, ориентированную на активное участие бизнес-лидеров и инвесторов вопросах устойчивого развития. Основная задача заключается в поощрении бизнес-лидеров в обеспечении надёжности, безопасности и экономического благосостояния стран, уменьшения бедности и создания новых возможностей. Ассоциация подчеркивает важность рыночных инноваций в решении проблем окружающей среды, здравоохранения и образования.

### Международная ассоциация учёных за мир
Международная ассоциация учёных за мир (англ. International Association of Academicians for Peace, IAAP) является междисциплинарной академической инициативой для вклада в интеллектуальное и духовное развитие человечества на принципах добра. Ассоциация посвящена созданию профессиональных сетей на основе принципа взаимозависимости, совместного процветания и универсальных ценностей.

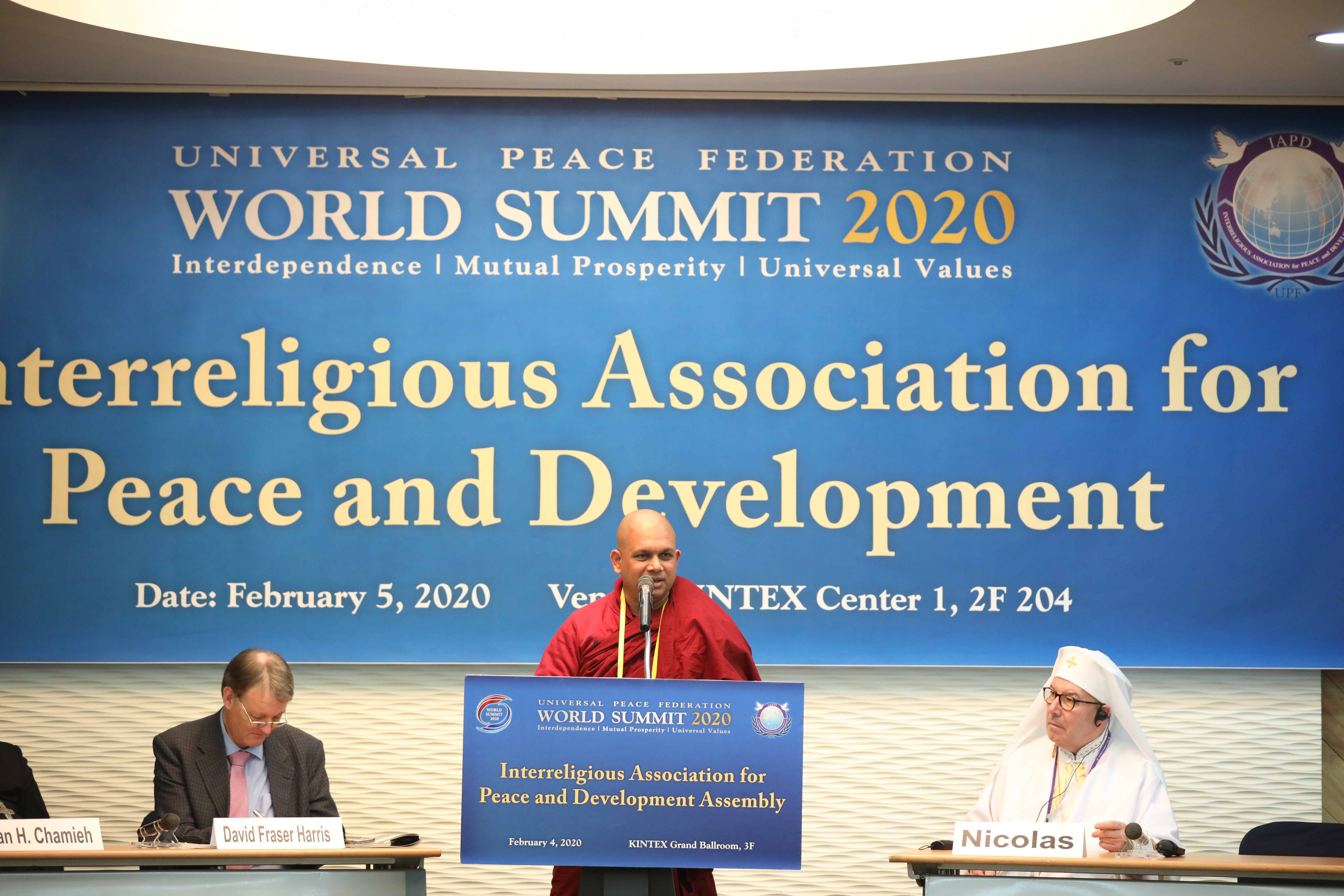
Межрелигиозная ассоциация за мир и развитие, конференция, 2020 год

### Межрелигиозная ассоциация за мир и развитие
Межрелигиозная ассоциация за мир и развитие (англ. Interreligious Association for Peace and Development, IAPD) представляет собой инициативу для включения духовного измерения человеческой личности и межрелигиозного диалога для противостояния терроризму и экстремизму. Религиозные лидеры воспринимаются как ключевые участники в решении общественных проблем, способные способствовать примирению и построению культуры мира.

#### События
Открытие ассоциации состоялось в ноябре 2017 года в Южной Корее. Индуистский лидер Садгуру Бхау Махарадж поддержал учредительную конференцию Межрелигиозной ассоциации за мир и развитие в Индии. 14 августа 2021 года ассоциация была создана в Гане. Национальные отделения открыты в Бенине, ДР Конго, Кот-д’Ивуаре, Кении, Мали, Нигерии и Замбии. Европейское отделение открыто в 2018 году в Вене, Австрия. В 2021 году создана в Малайзии. В августе 2022 года была принята резолюция о создании Консультативного совета ассоциации в партнёрстве с Африканским союзом. В 2019 году Папа Франциск принял делегацию федерации в Ватикане. Во время празднования Всемирной недели гармоничных межконфессиональных отношений в Грузии в феврале 2022 года было создано местное отделение ассоциации.

### Международный совет на высшем уровне за мир

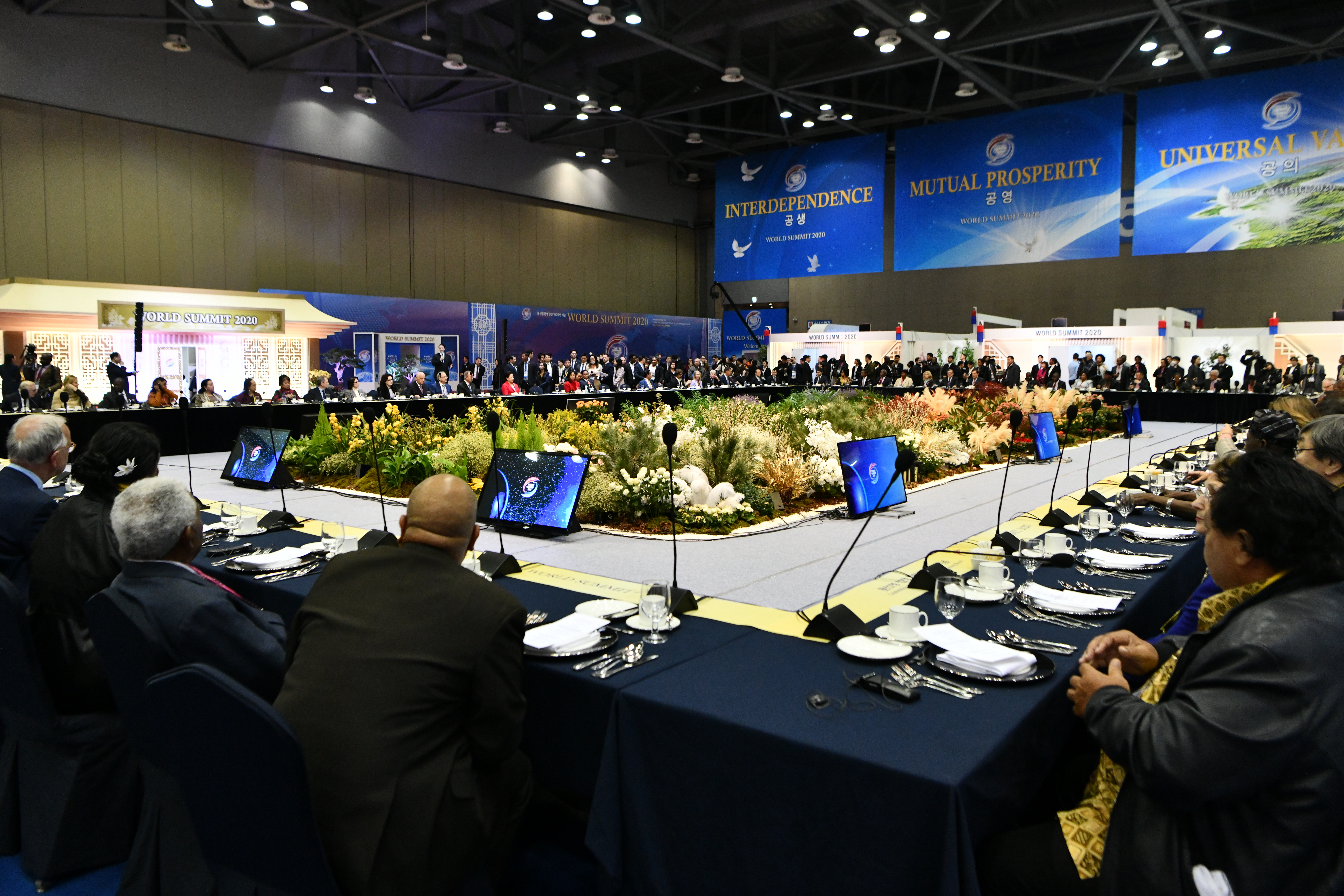
Первая всемирная ассамблея Международного совета на высшем уровне за мир в рамках Всемирного саммита 2020, Сеул, Республика Корея, 2-7 февраля 2020 года

Международный совет на высшем уровне за мир (англ. International Summit Council for Peace, ISCP) был учрежден 8 февраля 2019 года на Всемирном саммите 2019 года в Сеуле, Республика Корея и представляет собой международную сеть действующих и бывших глав государств и правительств. Цель совета заключается в объединении государственных деятелей высшего уровня для создания общества на принципах свободы, гармонии, сотрудничества и процветания. Предыстория совета уходит корнями в Совет на высшем уровне за мир (Summit Council for World Peace), созданный в 1987 году Мун Сон Мёном.

#### События
Среди участников инаугурационной встречи совета были бывший вице-президент США Чейни, бывший спикер Палаты представителей США Гингрич, бывший президент Албании Моисиу, бывший президент Парагвая Гомес и другие бывшие и нынешние президенты. Гудлак Джонатан, бывший президент Нигерии, стал председателем отделением совета в Африке. На открытии отделения совета в Азии выступил премьер-министр Камбоджи Хун Сен. В июне 2019 года открыто региональное отделение в Африке. Первая Всемирная ассамблея совета состоялась в 2020 году.

### Международная ассоциация первых леди за мир

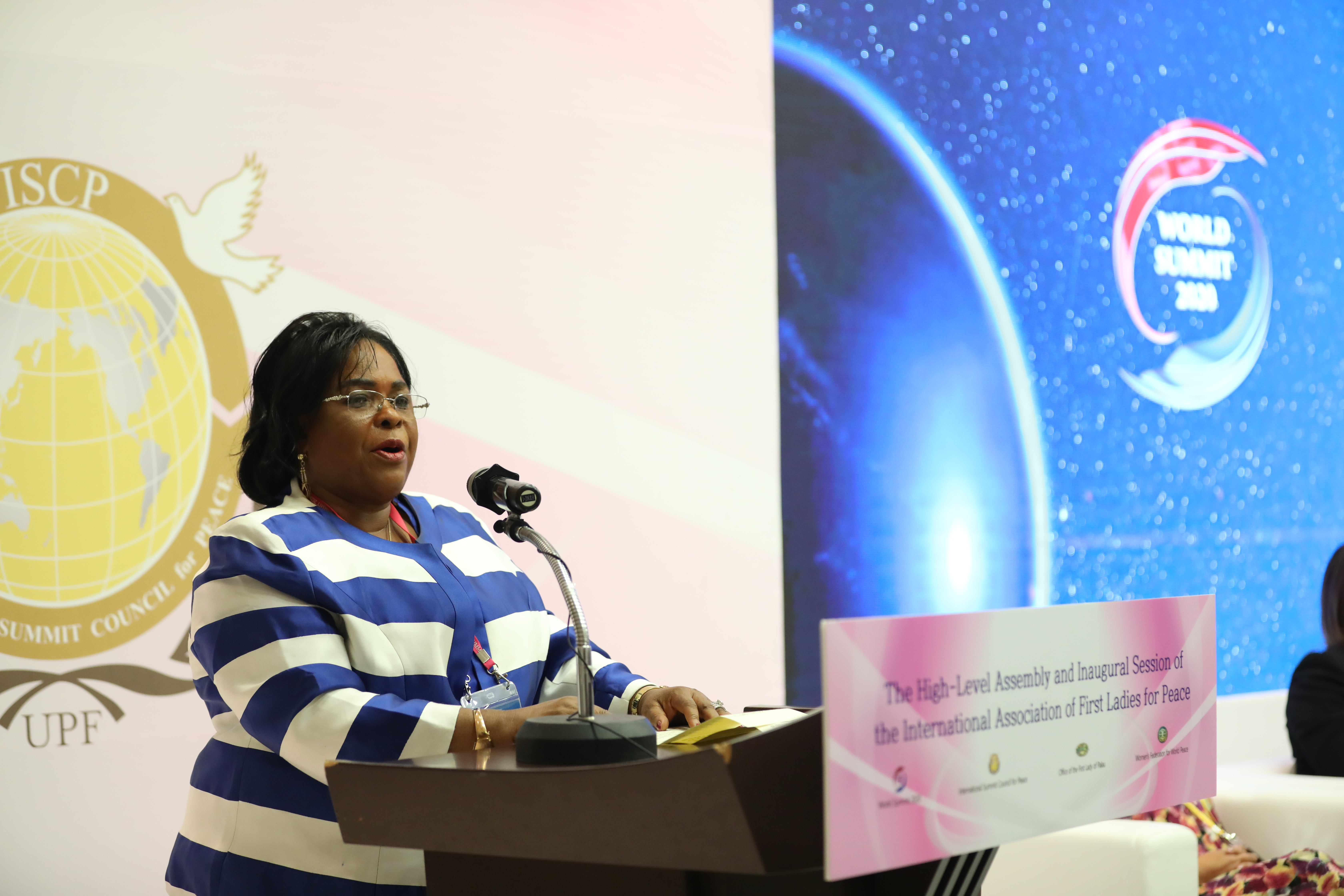
Пейшенс Джонатан, выступление на заседании Международной ассоциации первых леди за мир, Сеул, Республика Корея, 2020 год

Международная ассоциация первых леди за мир (англ. International Association of First Ladies for Peace, IAFLP) открыта 5 февраля 2020 года как клуб первых леди, объединяет нынешних и бывших первых леди в качестве женщин-лидеров в содействии миру и развитию.

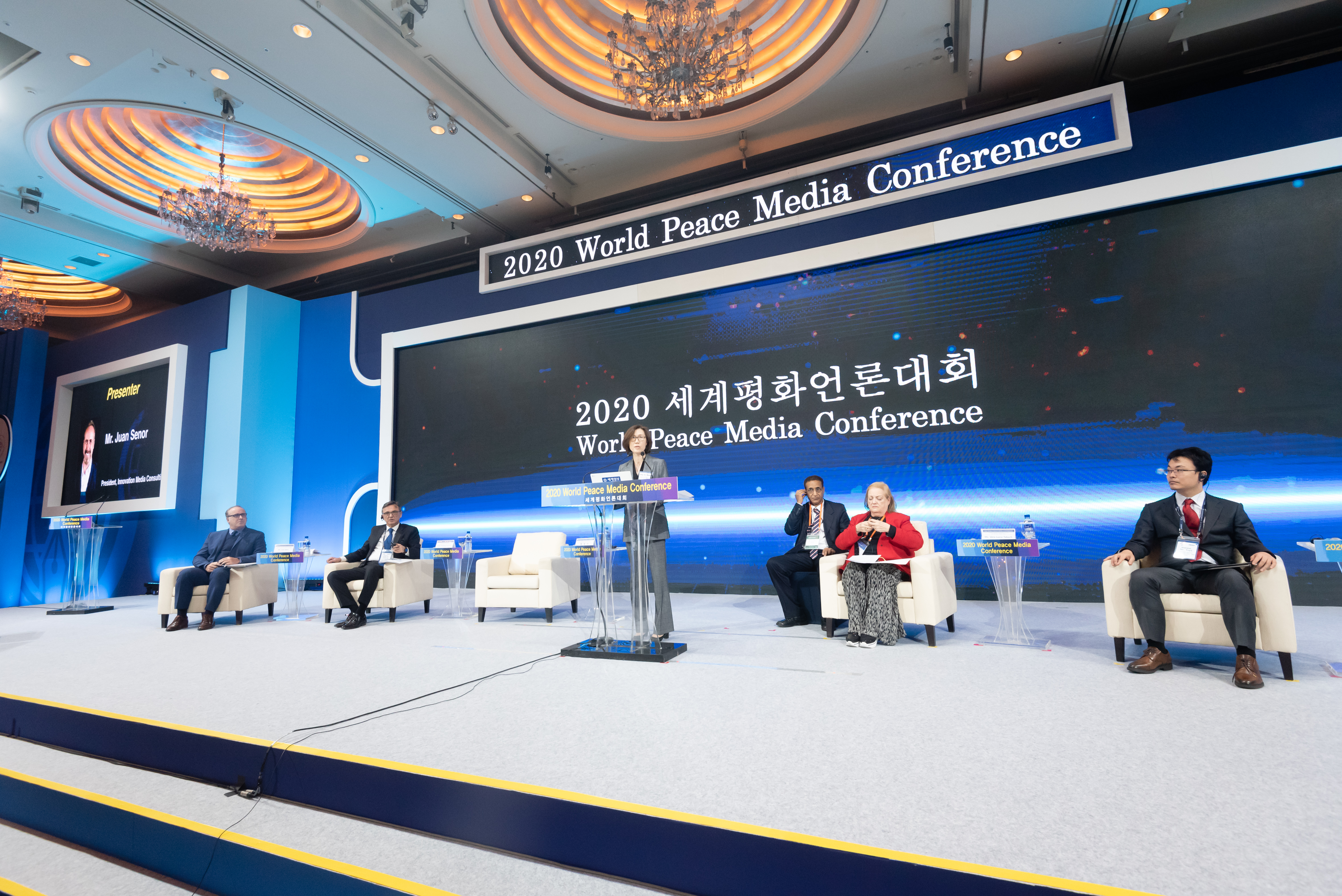
Международная ассоциация средств массовой информации за мир, конференция 2020 года

### Международная ассоциация средств массовой информации за мир
Международная ассоциация средств массовой информации за мир (англ. International Media Association for Peace, IMAP) представляет собой профессиональную сеть журналистов, поддерживающих концепцию социальной ответственности СМИ. Ассоциация ориентирована на решение вопросов отрасли: статус средств массовой информации, влияние инноваций, свобода прессы. Задачи ассоциации включают обзор медиа-ландшафта, повышение стандартов журналистики, решение вопросов свободы прессы, анализ инноваций в медийной практике.

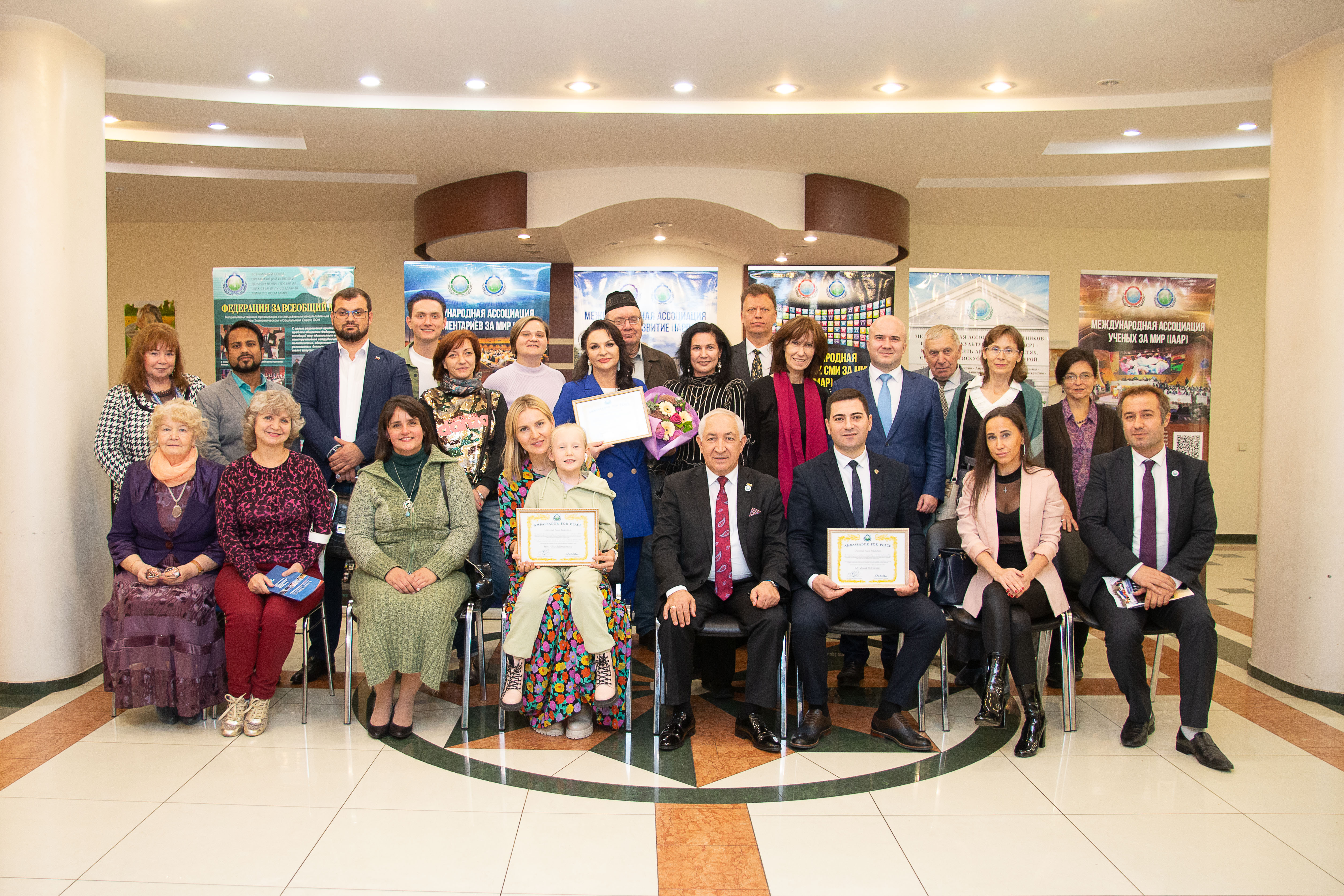
Инаугурационная конференция, Международная ассоциация работников искусства и культуры за мир, 24 сентября 2021 г., Москва

### Международная ассоциация работников искусства и культуры за мир
Международная ассоциация работников искусства и культуры за мир (англ. The International Association of Arts and Culture for Peace, IAACP) представляет собой сеть деятелей искусства и культуры для продвижения принципов жизни на благо ближнего. Ассоциация предлагает использование искусства для построения мира. Искусство и культура рассматриваются как мощные инструменты для объединения людей и улучшения качества жизни.

## Глобальные проекты

### Поддержка ООН
В поддержку Целей Устойчивого развития и иной повестки ООН Федерация проводит программы по межрелигиозному диалогу, устойчивому развитию, поддержанию брака и семьи, улучшению положения женщин, обновлению ООН, отмечает международные дни ООН. Содействует проведению Всемирной недели межконфессиональной гармонии (первая неделя февраля), Международного женского дня (8 марта), Международного дня семей (15 мая), Всемирного дня родителей (1 июня), Международного дня мира (21 сентября).

#### События по повестке ООН

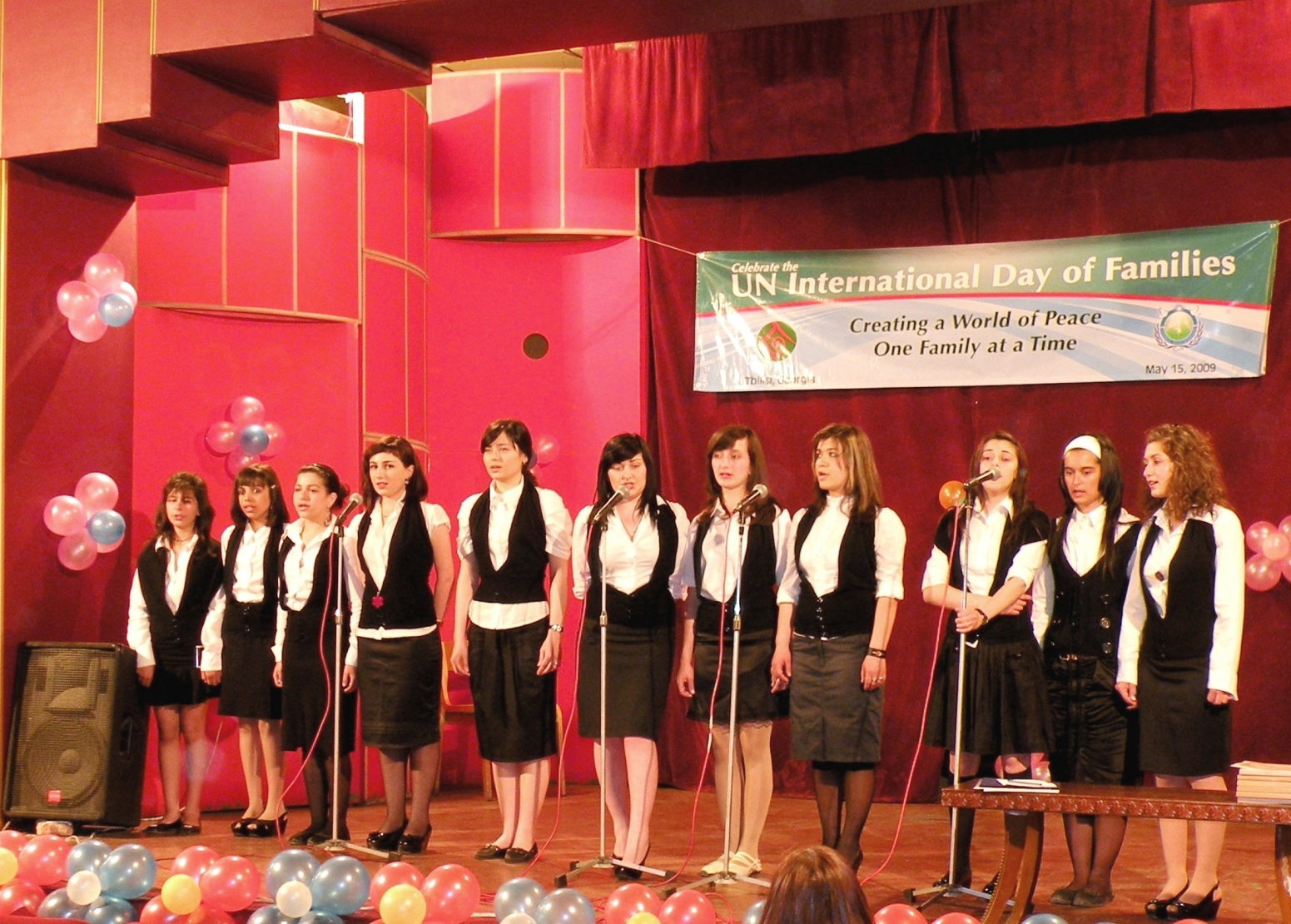
Международный день семей, Федерация за всеобщий мир, Тбилиси, Грузия, 2009 год

В 2009 году в Грузии федерация проводила Международный день семей в партнёрстве с ООН и министерством здравоохранения страны. В 2010 году совместно с ООН федерация провела спортивное мероприятие в рамках празднования Международного Дня мира. В 2011 году в рамках празднования столетия со дня провозглашения Генассамблеей ООН Международного женского дня, федерация провела образовательную программу по правам женщин в Индии. В 2021 году в Грузии состоялась конференция по случаю Недели гармоничных межконфессиональных отношений ООН. В 2021 году федерация провела мирную конференцию в офисе ООН по Малайзии, Сингапуру и Брунею. В России федерация проводит просветительские мероприятия для молодежи, встречи общественных организаций, конференции экспертного сообщества по случаю событий ООН. В 2024 году по случаю Саммита БРИКС в Казани федерация предложила заложить в основу БРИКС принципы «взаимозависимости», «совместного процветания» и «общечеловеческих ценностей», чтобы способствовать учреждению в ООН Межрелигиозного совета.

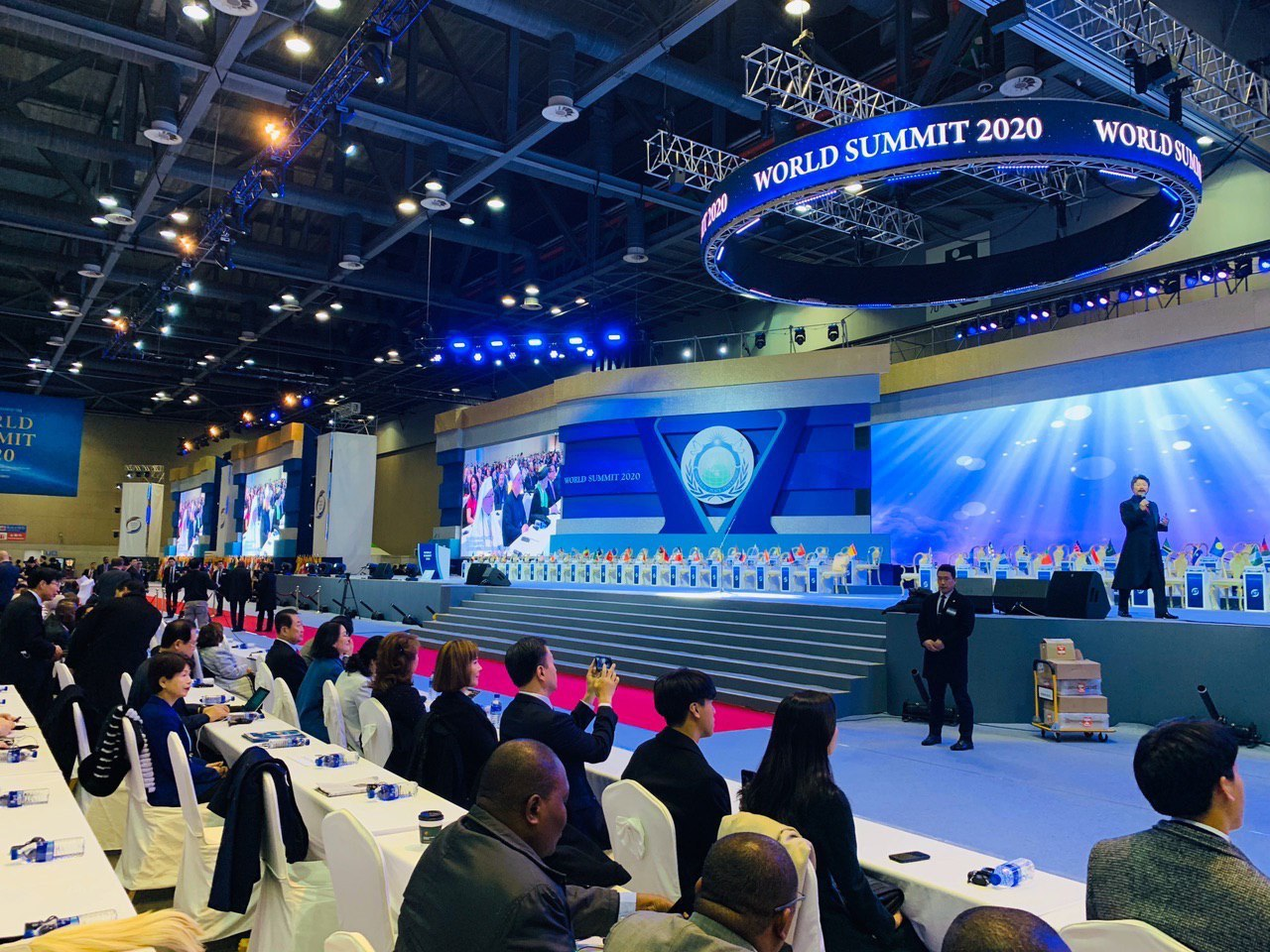
Всемирный саммит 2020 года, конференц-центр KINTEX, Сеул, Республика Корея

### Всемирный саммит
Всемирные саммиты (англ. World Summit)— регулярные форумы на высшем уровне по вопросам мира и безопасности, которые проводит федерация. Саммиты представляют собой тематические форумы нынешних и бывших глав государств и высших руководителей неправительственных и религиозных организаций. 

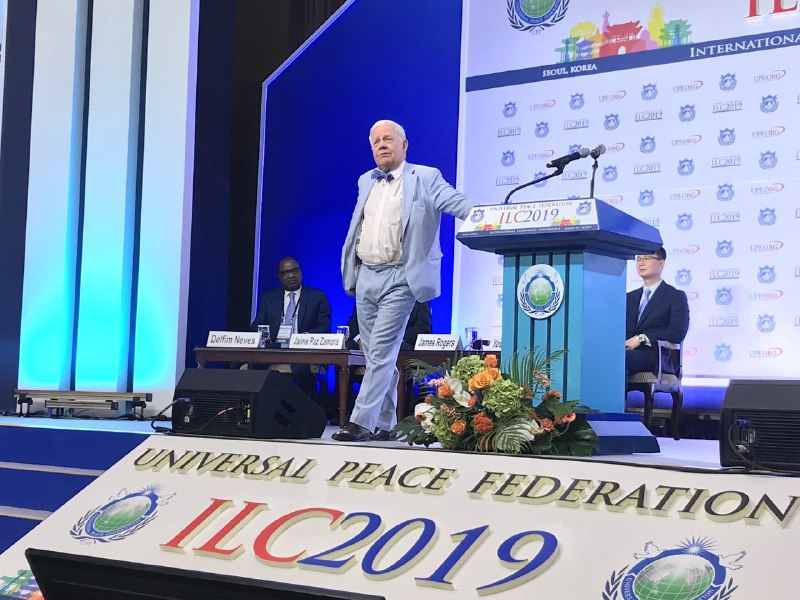
Выступление Джима Роджерса на Международной конференции по лидерству, Сеул, Республика Корея, 2019 год

### Международные конференции по лидерству
Международные конференции по лидерству (англ. International Leadership Conferences) — это междисциплинарные конференции по миротворчеству и разрешению конфликтов проходят в разных частях света.

#### События
В 2007 году федерация принимала на конференции по лидерству иракского постоянного представителя в ООН. В 2009 году на конференции выступал Ма Инцзю.

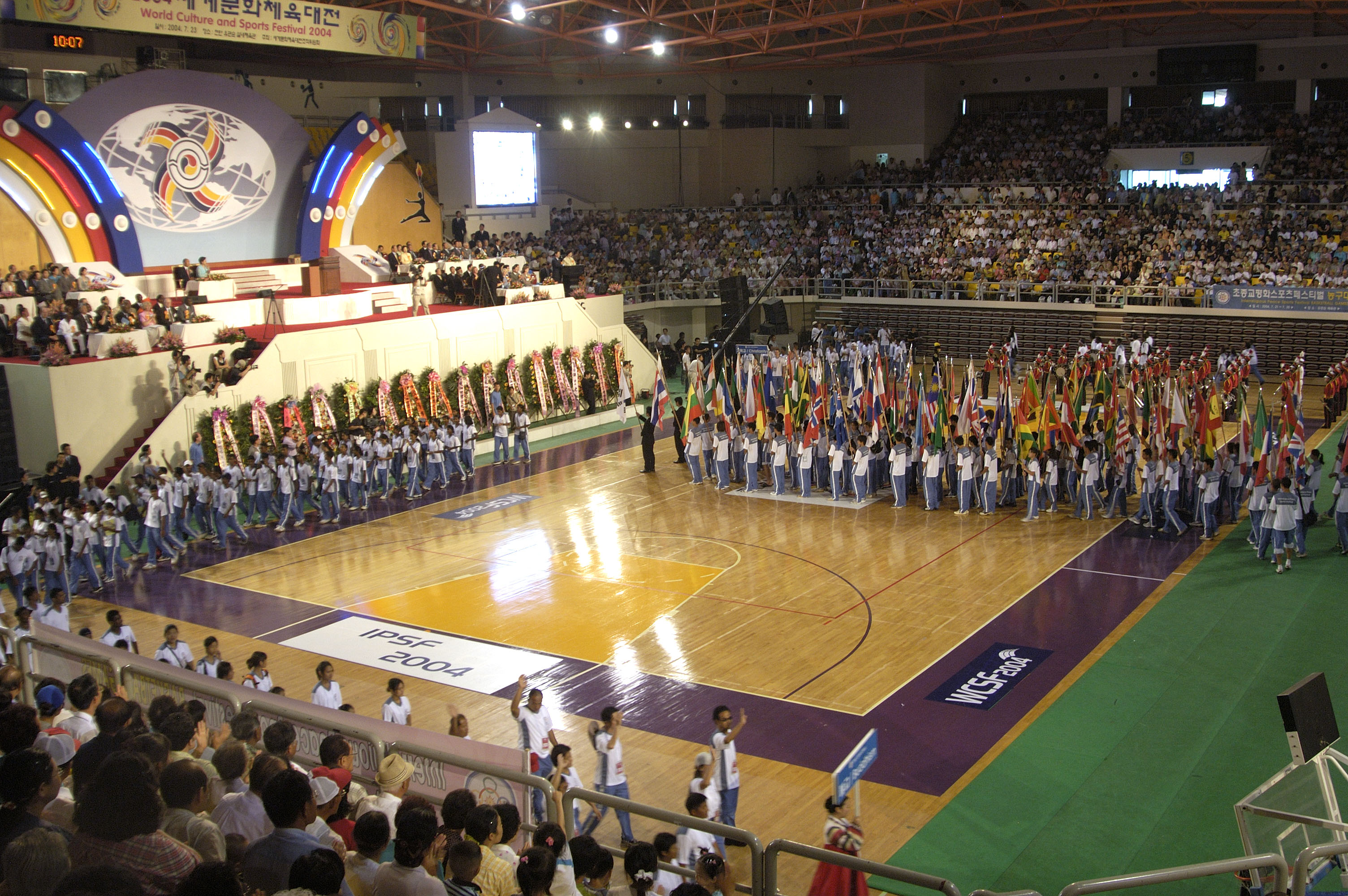
Всемирный фестиваль культуры и спорта, Сеул, Республика Корея, 2004 год

### Всемирный фестиваль культуры и спорта
Всемирный фестиваль культуры и спорта (англ. World Culture and Sports Festival) — это международная спортивная и культурная программа, которая проходила до 2012 года в Республике Корее, начиная с 1989 года после завершения Летних олимпийских игр в Сеуле. Последний фестиваль состоялся в 2005 году.

### Совет экспертов по миру на Корейском полуострове
Совет экспертов по миру на Корейском полуострове (англ. Think Tank 2022) — онлайновый аналитический центр, который работает с 2021 года. Тематика мероприятий включают вопросы экономики и торговли на Корейском полуострове, роль Китая и России в воссоединении Кореи, обсуждение будущего демилитаризованной зоны Корейского полуострова, возможности учреждения пятого глобального офиса ООН и всемирного парка мира в Корее.

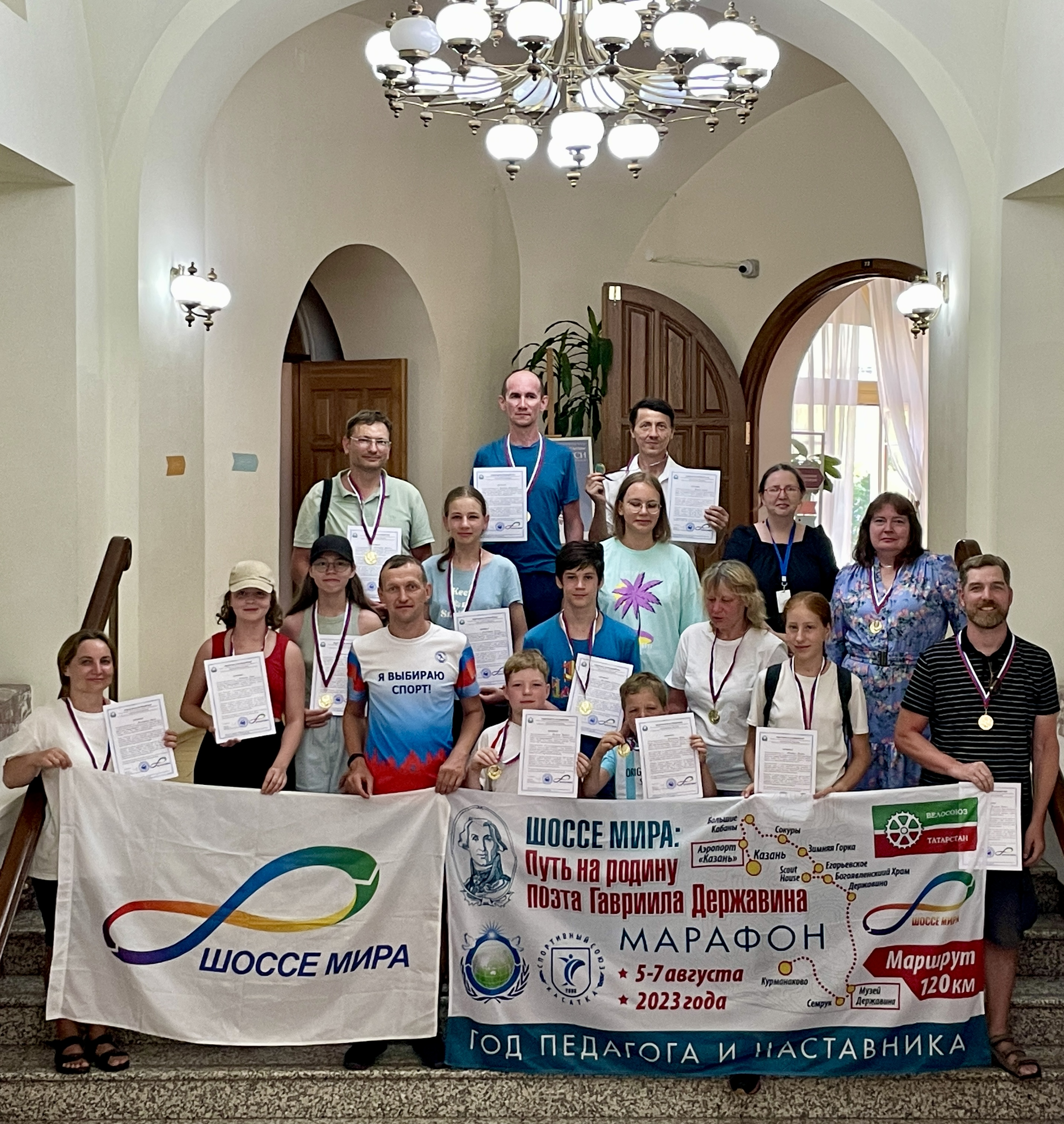
Итоги Шоссе мира в Казани, Национальный музей Республики Татарстан, 2023 год

### Шоссе мира
Шоссе мира (англ. Peace Road) — проект, инициированный в 1981 году доктором Мун Сон Мёном, направленный на создание международной магистрали, объединяющей людей мира. Проект включает два ключевых направления: строительство туннеля Япония-Корея и создание туннеля через Берингов пролив, соединяющего Аляску и Сибирь. Федерация утверждает, что торговые пути и инфраструктура играли ключевую роль в стабильности и росте цивилизаций. Проект также опирается на успешные исторические примеры, такие как «Шелковый путь», римские дороги и межгосударственные автомагистрали в США. Этапы включают создание Фонда мира и единства в 2008 году, организацию конкурсов и исследовательских программ на тему всемирного скоростного шоссе. Проект продолжает развиваться в рамках глобальных усилий по созданию международной автомагистрали, способствующей укреплению связей между различными регионами мира.

#### События
События Шоссе миру в поддержку создания всемирного скоростного шоссе проходят в России, Европе, Азии, Африке, Океании и в Республике Корее.. С 2009 по 2023 год в России федерация совместно с другими партнёрскими организациями проводила ежегодный детско-юношеский сверхмарафон «Дети против наркотиков. Я выбираю спорт!», который проходит по разным городам России с 12 по 26 июня в рамках правительственной программы по борьбе с наркотиками. В 2024 году проект объединил команды России и Беларуси для проведения молодёжного марафона от Москвы до Минска.

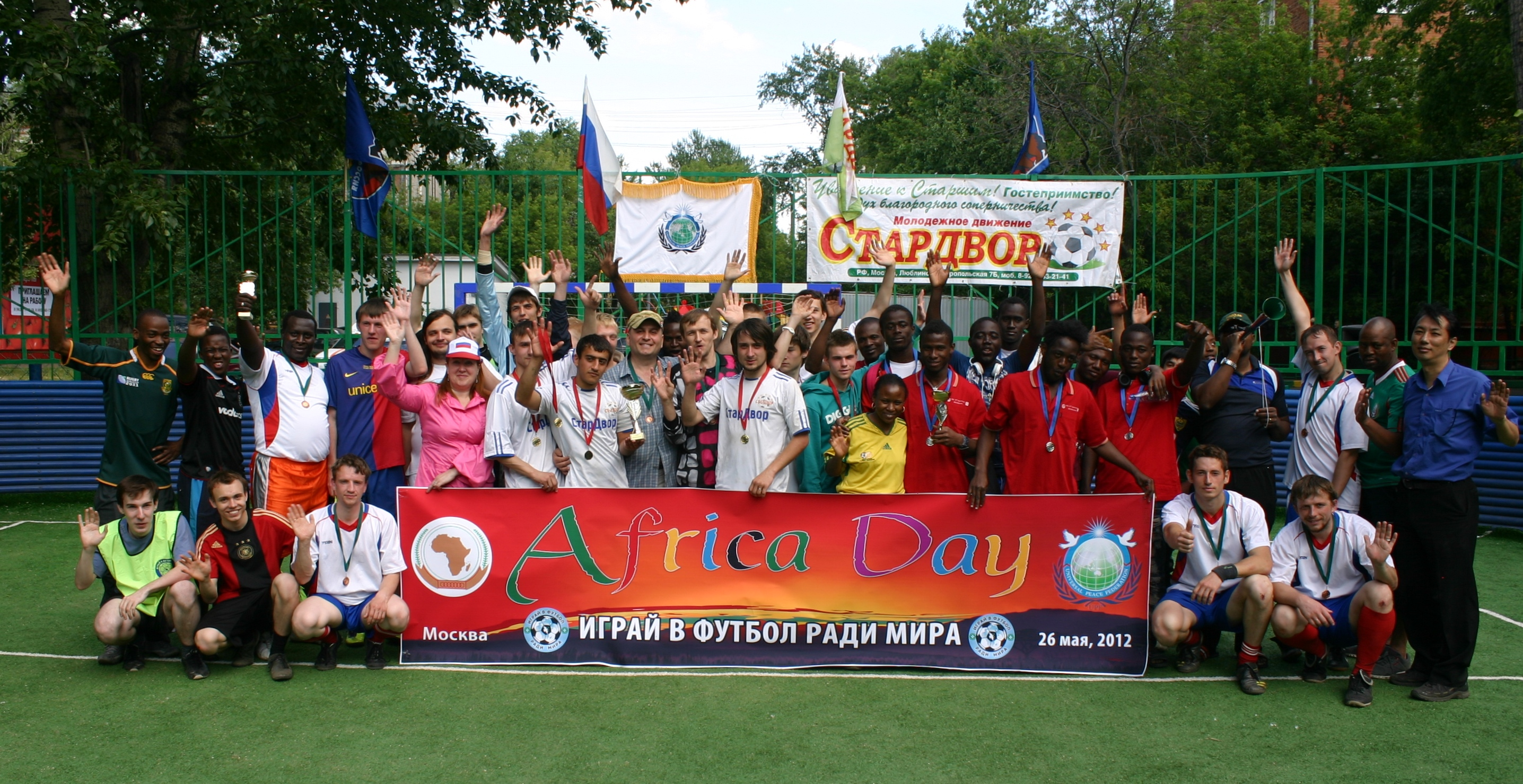
Турнир "Играй в футбол ради мира", посвящённый Дню Африки, Москва 26 мая 2012 года

### Играй в футбол ради мира
Играй в футбол ради мира (англ. Play Football Make Peace) — это проект, нацеленный на расширение добрососедских отношений и поддержание здорового образа жизни среди молодежи путем увеличения массовости и доступности футбола. Активное участие в футбольных мероприятиях направлено на снижение вероятности межнациональных и межэтнических конфликтов, а также на преодоление асоциального поведения среди молодежи в районах проведения игр. Проект также выполняет воспитательную функцию, предоставляя альтернативу негативным тенденциям, связанным с потерей контроля над свободным временем детей и подростков, ростом злоупотребления алкоголем и наркотиками, а также увеличением числа асоциальных моделей поведения.

#### События

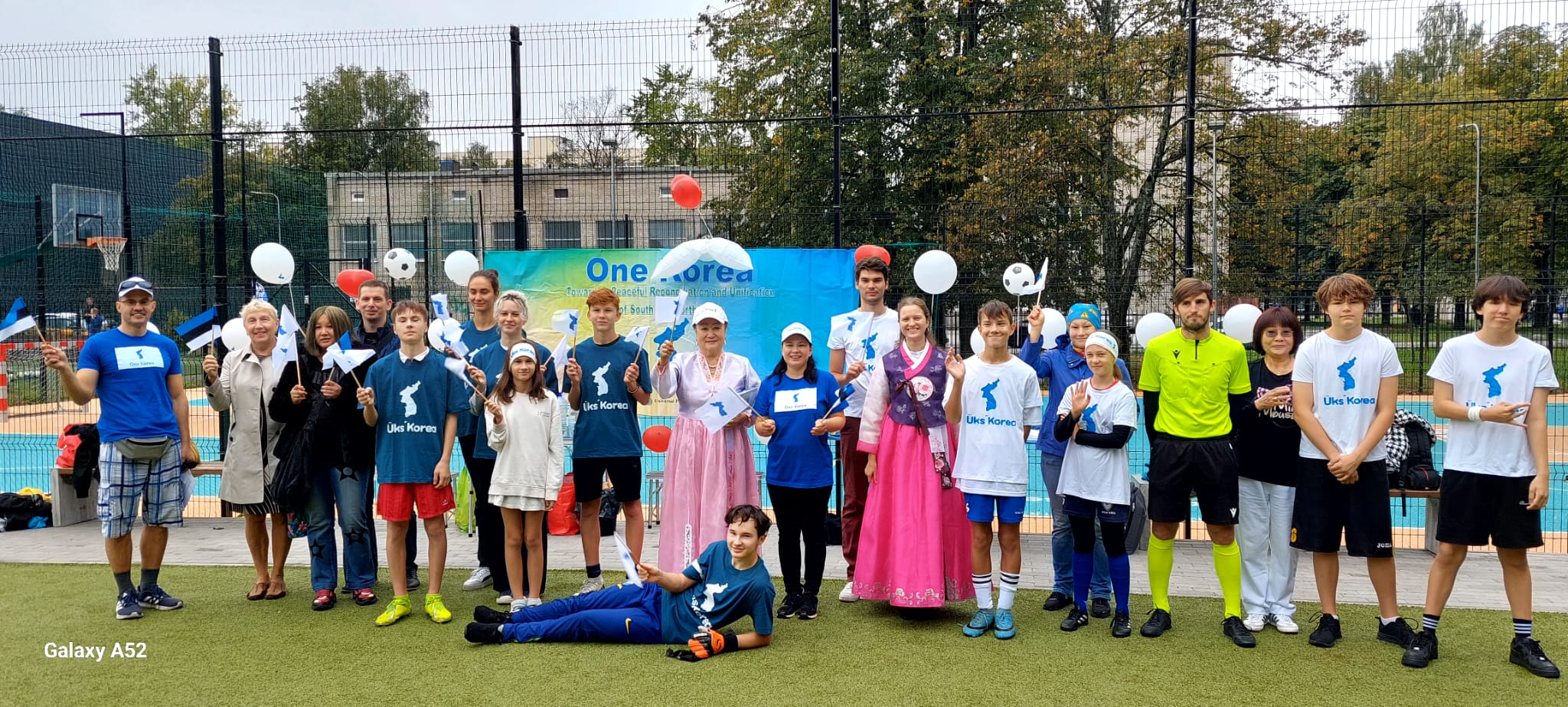
Играй в футбол ради мира, Эстония, 15 сентября 2024 года

Программа проходит в Эстонии, России и Нигерии. С 2008 года проект регулярно проводит турниры и мероприятия в России и участвует в международных футбольных чемпионатах, в том числе в эстонском футбольном чемпионате Parnu Summer Cup. Важным элементом проекта является его вовлечение в социально значимые события, такие как субботники и участие в других общественных мероприятиях. В 2017 году проект стал лауреатом премии губернатора «Наше Подмосковье».

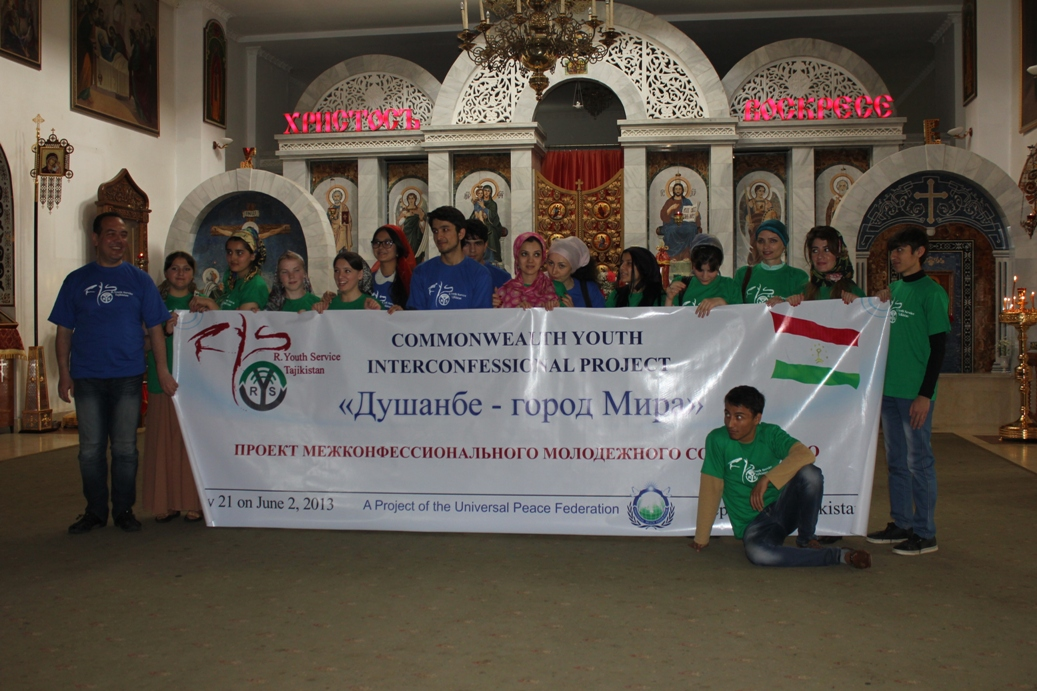
Служение верующей молодежи, Душанбе, Таджикистан, 2013 год

### Служение верующей молодежи
Служение верующей молодежи (англ. Religious Youth Service) — это гуманитарный проект помощи. Служение основано в 1985 году, представляет собой образовательный и миротворческий проект, ориентированный на молодежь всех национальностей, культур и религий. Программа объединяет молодежь разных культур и религий для учёбы взаимопониманию, уважению и развитию их лидерского потенциала. Три столпа видения проекта включают: возможность молодежи жить и работать вместе, развивать лидерские и миротворческие навыки, а также бескорыстное служение обществу. Проект реализует гуманитарную помощь в ответ на природные и техногенные катастрофы, а также спортивные мероприятия для сплочения молодежи и развития их личностных качеств.

## Мирные инициативы
Ряд программ федерации направлен на способствование разрешению международных конфликтов:

### Ближневосточные мирные инициативы

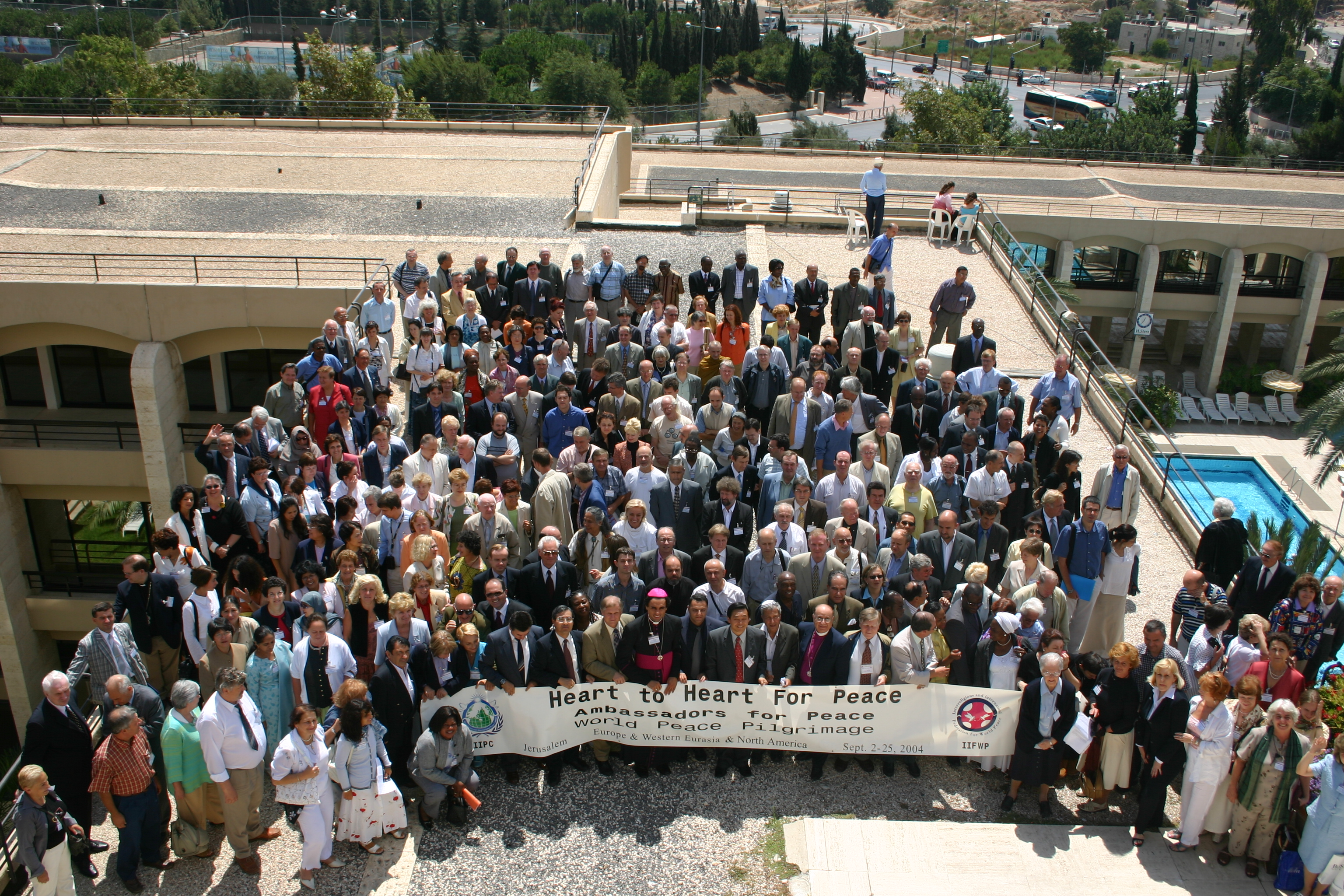
Ближневосточные мирные инициативы, Иерусалим, 2004 год

Ближневосточные мирные инициативы (англ. Middle East Peace Initiatives) — это серия мероприятий, которые направлены на установление мира в Ближневосточном регионе. Инициатива выделяет равенство всех людей, роль религии в истории, общность между верующими различных религий, важность межконфессионального диалога и религиозных лидеров как голоса мира.
С 2003 года инициатива фокусируется на вовлечении гражданского общества в зонах арабо-израильского конфликта, акцентируя внимание на религиозных лидерах как ключевых участниках диалога. Методы включают в себя диалог, межнациональную дипломатию, обучающие поездки, межконфессиональные паломничества и конференции. Инициатива объединяет представителей различных сфер общества в Израиле, на палестинских территориях и в Иордании, включая религиозных лидеров, парламентариев, академиков, женщин-лидеров, представителей молодежи и гражданского общества. В 2014 году исследовался Трек II подход к кризису в Сирии.
Офис Ближневосточной мирной инициативы федерации находится в Иордании.

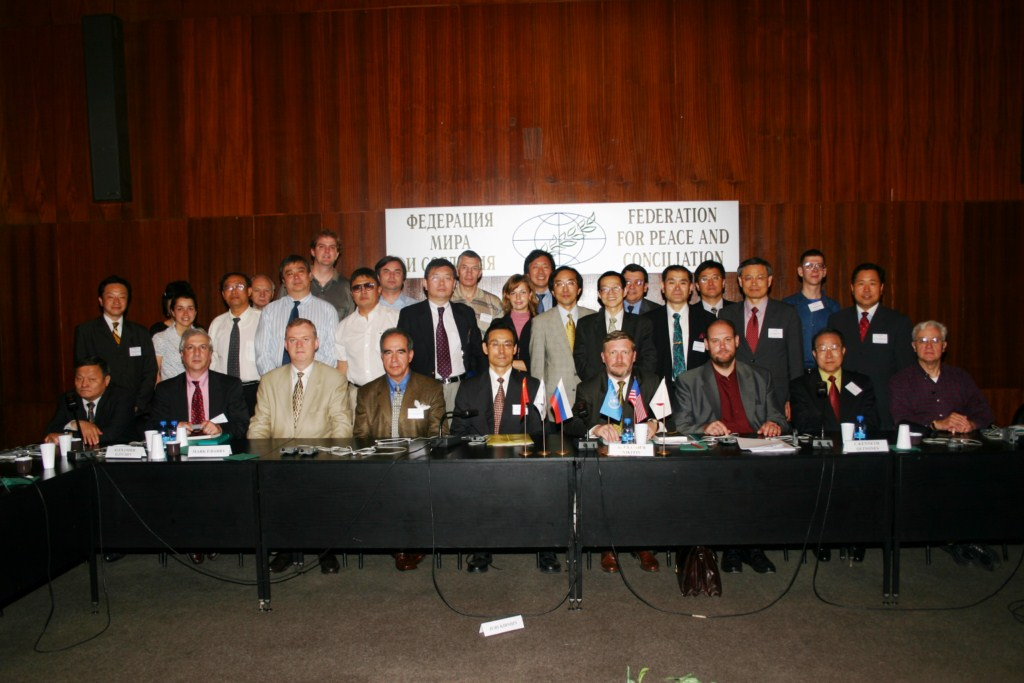
Мирная инициатива в Северо-Восточной Азии, Московская конференция, 2005 год

### Мирная инициатива в Северо-Восточной Азии
Мирная инициатива в Северо-Восточной Азии (англ. Northeast Asia Peace Initiative) направлена на поддержку мирного процесса в Северо-Восточноазиатском регионе. Основными стратегиями в рамках инициативы называются дипломатический диалог, культурные программы, паломничества женских организаций и мероприятия в демилитаризованной зоне для сближения Северной и Южной Кореи в ходе шестисторонних переговоров. Работа ведётся также в граничащих с Кореей странах Евразии, включая Россию, Японию и Китай. Мирные инициативы включают конференции и форумы, на которых собираются дипломаты и ученые для обсуждения перспектив улучшения отношений в регионе, учитывая политические, военные, экономические факторы и факторы гражданского общества. Методы реализации включают консультации и инициативы гражданского общества, направленные на создание межличностных связей.

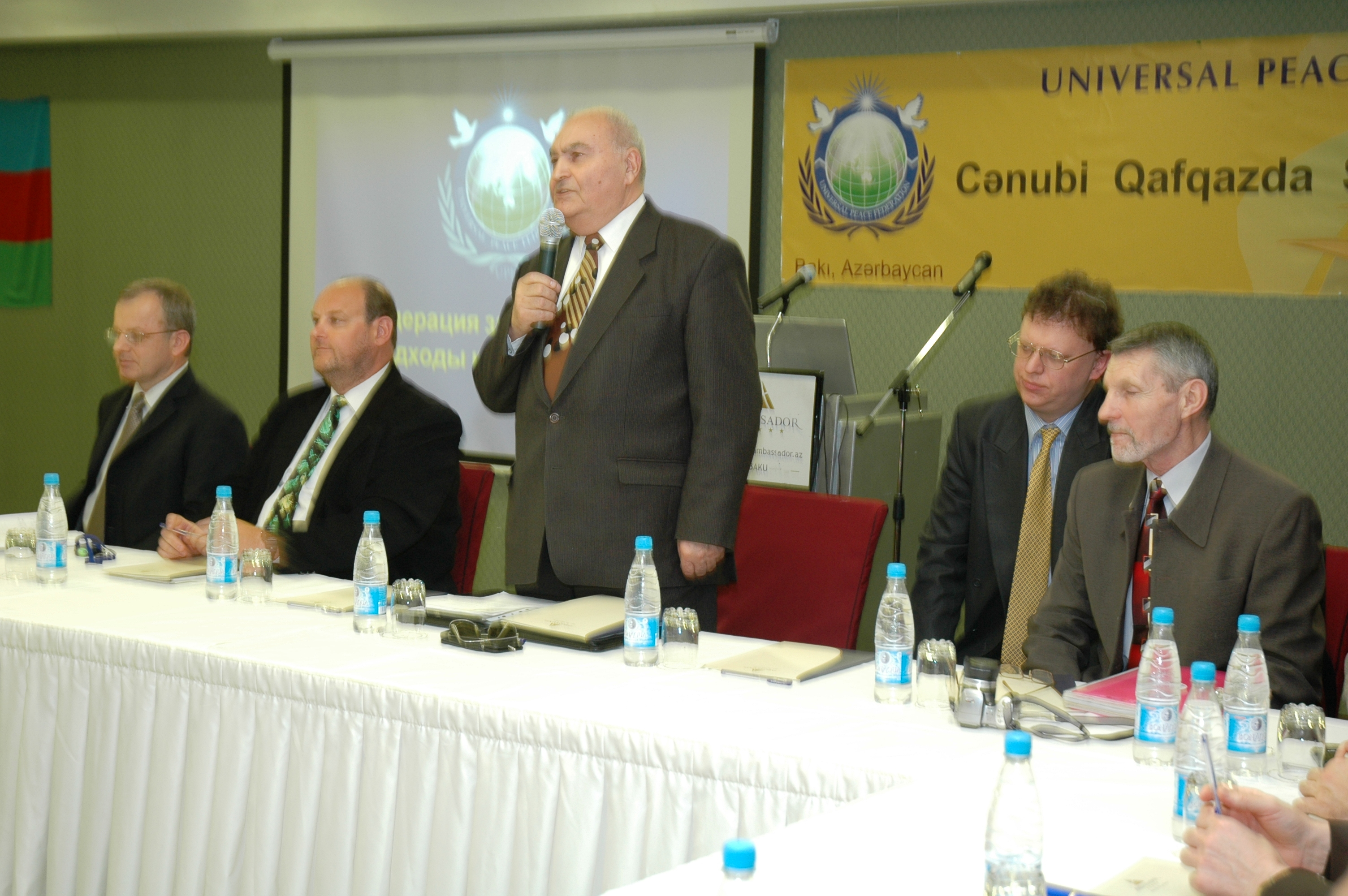
Мирная инициатива на Южном Кавказе, Конференция в Баку, 2008 год

### Мирная инициатива на Южном Кавказе
Мирная инициатива на Южном Кавказе (англ. South Caucasus Peace Initiative) проходит с 2008 года с целью разрешения идеологических, межрелигиозных и гуманитарных проблем в Армении, Азербайджана и Грузии. Основными задачами инициативы являются формирование взаимопонимания между различными группами в регионе, содействие сотрудничеству между правительственными и неправительственными организациями, включая религиозные институты, а также частным сектором. Методы, используемые в рамках проекта, включают консультации, народную дипломатию через служение, а также спортивные и культурные обмены. Инициатива направлена на создание новых каналов связи и диалога, вовлечение всех заинтересованных сторон, в том числе в армяно-азербайджанский, российско-грузинский, грузино-осетинский и грузино-абхазский конфликты.

### Балканская мирная инициатива

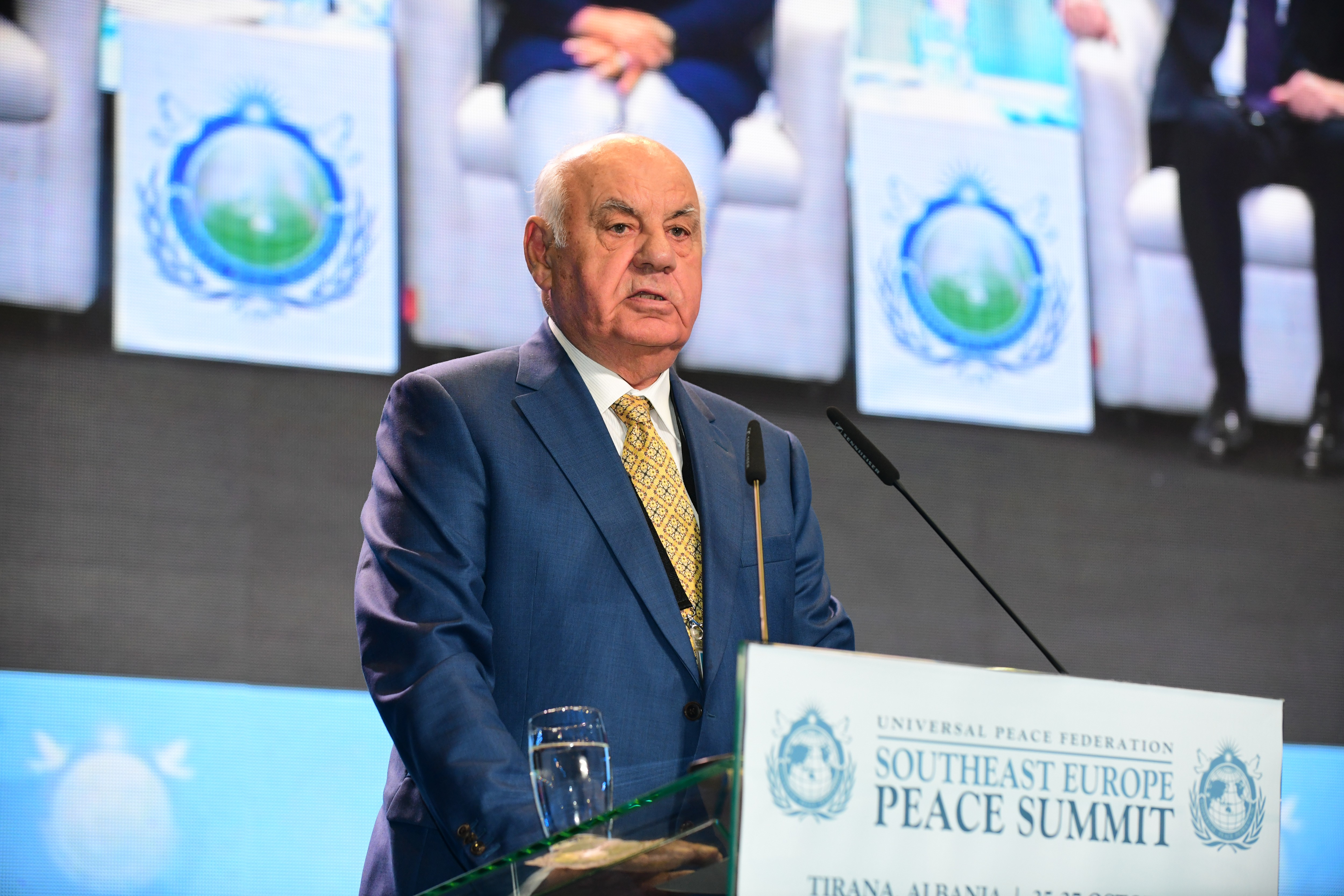
Альфред Мойсиу, выступление на Саммите, Балканская мирная инициатива, Федерация за всеобщий мир, Тирана, 25-29 октября 2019 года

Балканская мирная инициатива (англ. Balkans Peace Initiative) осуществляется с целью разрешения исторических конфликтов между народами и странами в Балканском регионе, с особым уклоном на Албанию, Косово и Македонию. Методология проекта включает консультации, проводимые с участием политических, социальных и религиозных лидеров региона, а также представителей более широкого европейского сообщества. Инициатива направлена на достижение общей стабильности в регионе, учитывая высокий уровень напряженности между некоторыми странами и этническими группами, происходивший после распада бывшей Югославии в начале 1990-х годов. Проект фокусируется на дипломатических усилиях, призванных создать условия для мира на Балканах, и включает в себя широкий спектр деятельности, направленных на разрешение конфликтов и содействие сотрудничеству между странами и этническими группами в регионе. Основные программы инициативы проходят в Албании и Косово. Среди программ: конференции и встречи с научной общественностью Косово, создание албанских советов мира в Балканских странах. В 2024 году в Приштине в рамках инициативы состоялась конференция «Демографический переход на Западных Балканах, утечка мозгов среди молодежи и проблемы семьи» (англ. Demographic transition in the Western Balkans, brain drain of young people and family issues).

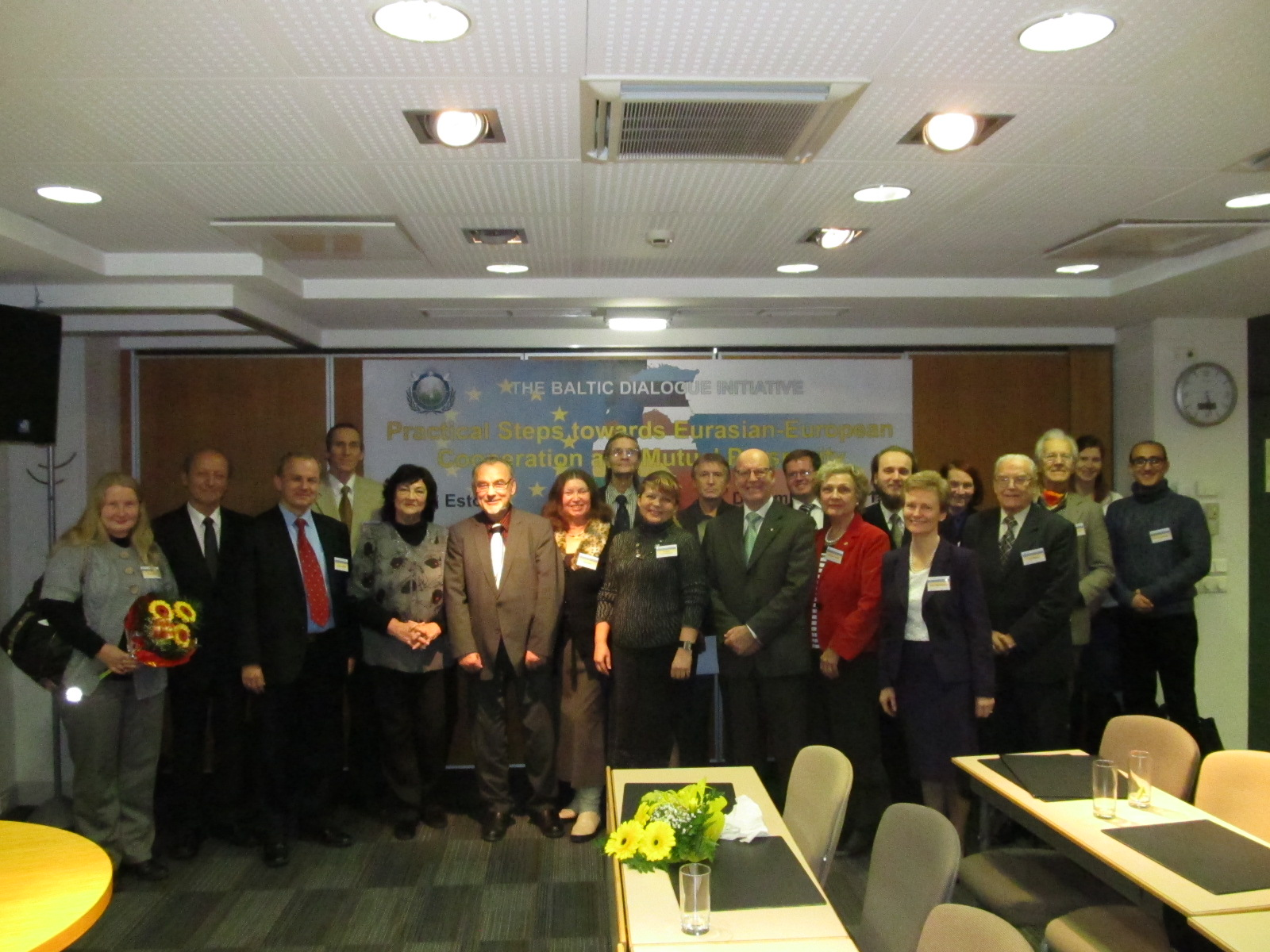
Балтийский диалог, Федерация за всеобщий мир, Таллинн, Эстония, 2013 год

### Балтийский диалог
С 2009 года Балтийский диалог (англ. Baltic Dialogue) направлен на установление нового канала диалога между населением стран Балтии и России, использует методы народной дипломатии, межрелигиозного сотрудничества с целью достижения лучшего взаимопонимания между русскоязычным и коренным населением прибалтийских государств. Проект устанавливает цели ослабления напряженности в отношениях между Россией и странами Балтии, развивая социальный диалог на основе общих ценностей, создания устойчивой коалиции для поддержки диалога и содействия развитию приграничного сотрудничества. Методы инициативы включают в себя неформальные консультации, организацию семинаров, поддержку добровольческих и гуманитарных инициатив, а также участие в официальных мероприятиях в рамках неправительственных общественных организаций.

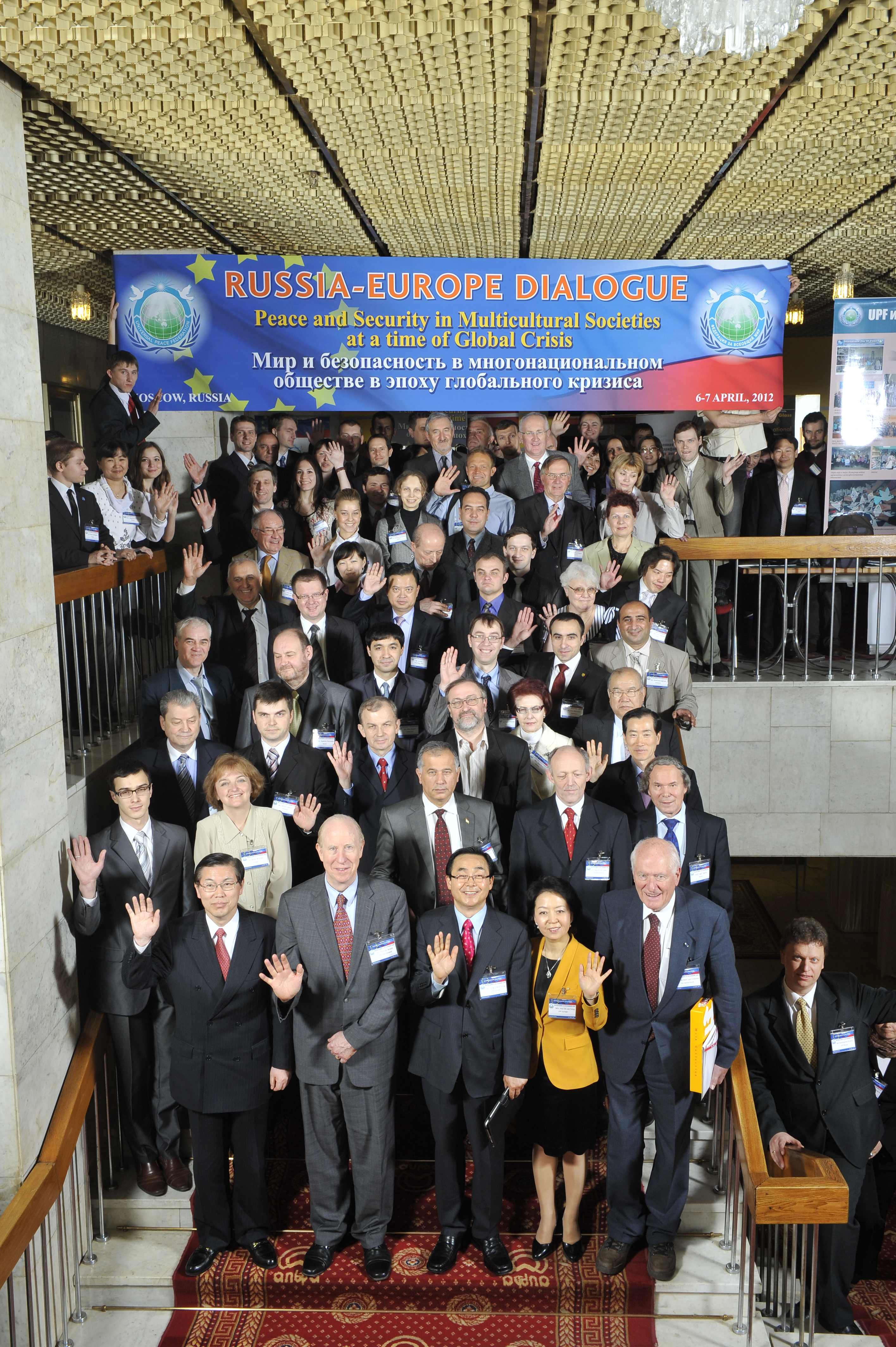
Диалог «Европа — Евразия», Конференция, Москва, 2012 год

### Диалог «Европа — Евразия»
Диалог «Европа — Евразия» (англ. Europe — Eurasia Dialogue) представляет собой инициативу, направленную на преодоление наследия холодной войны и улучшение отношений между Россией и Европейским Союзом. Программа ставит перед собой задачи ослабления напряженности между странами путем развития социального диалога, создания устойчивой коалиции для поддержки диалога и развития гуманитарных проектов для укрепления дружбы между народами России и Европейским Союзом. Важность культурных и религиозных аспектов диалога подчеркивается на конференциях, где акцент делается на взаимопонимании и дополнении политических подходов к урегулированию конфликтов.

### Мирная инициатива в Южной Азии

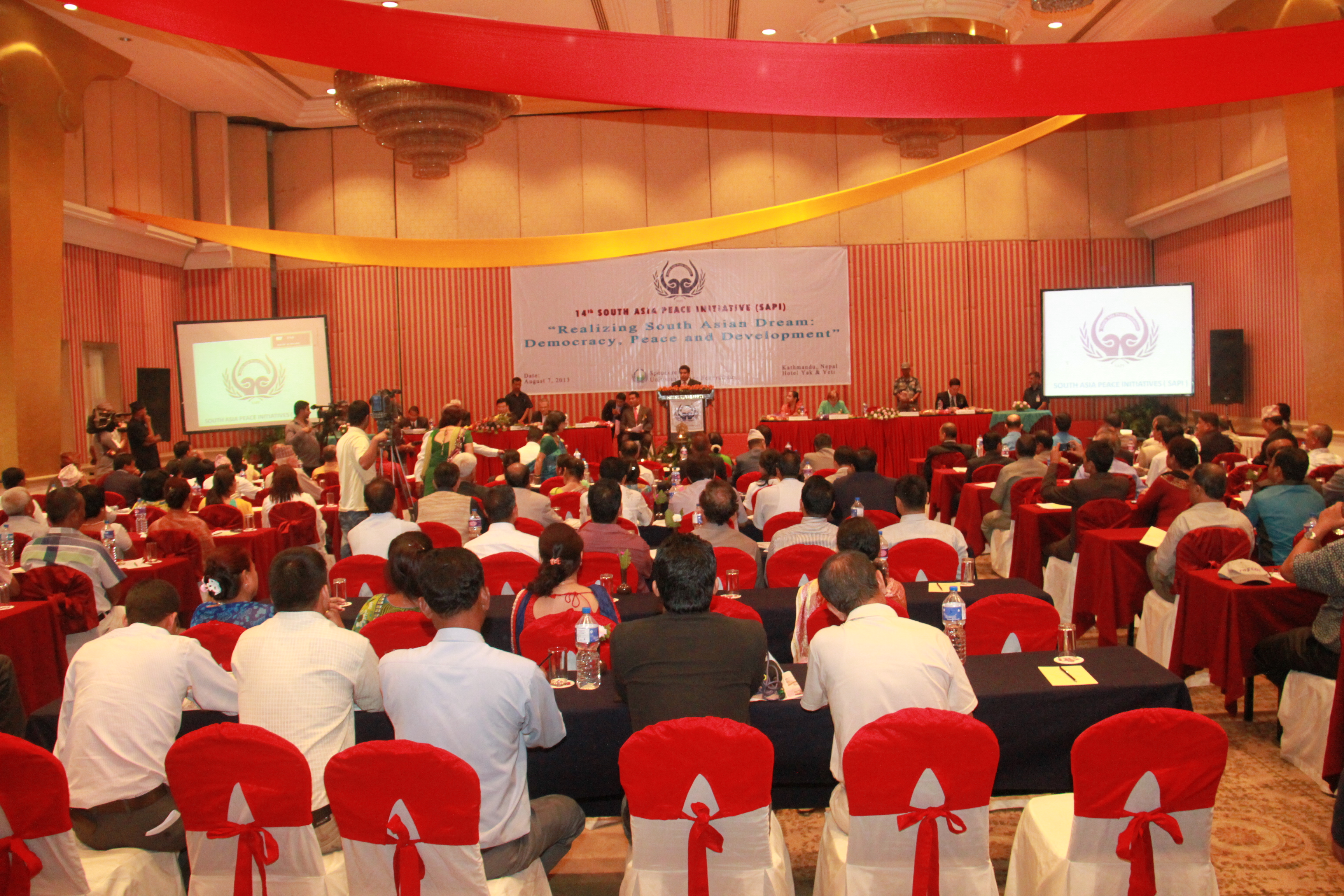
Мирная инициатива в Южной Азии, Катманду, Непал, 2013 год

Мирная инициатива в Южной Азии (англ. South Asia Peace Initiative, SAPI) содействует миру и сотрудничеству посредством консультаций с лидерами и мероприятий на низовом уровне. Объединение молодежи из разных слоев общества для наведения мостов взаимопонимания, уважения и служения местному сообществу находится в центре внимания программ в Афганистане, Непале, Индии, Пакистане и Шри-Ланке. В Непале программы сосредоточены на примирении политических разногласий, разрешении конфликтов. В Индии консультации с лидерами способствуют межрелигиозному сотрудничеству и хорошему управлению. В Бангладеш продолжаются программы содействия межрелигиозному диалогу и укреплению брака и семьи.

## Региональные проекты

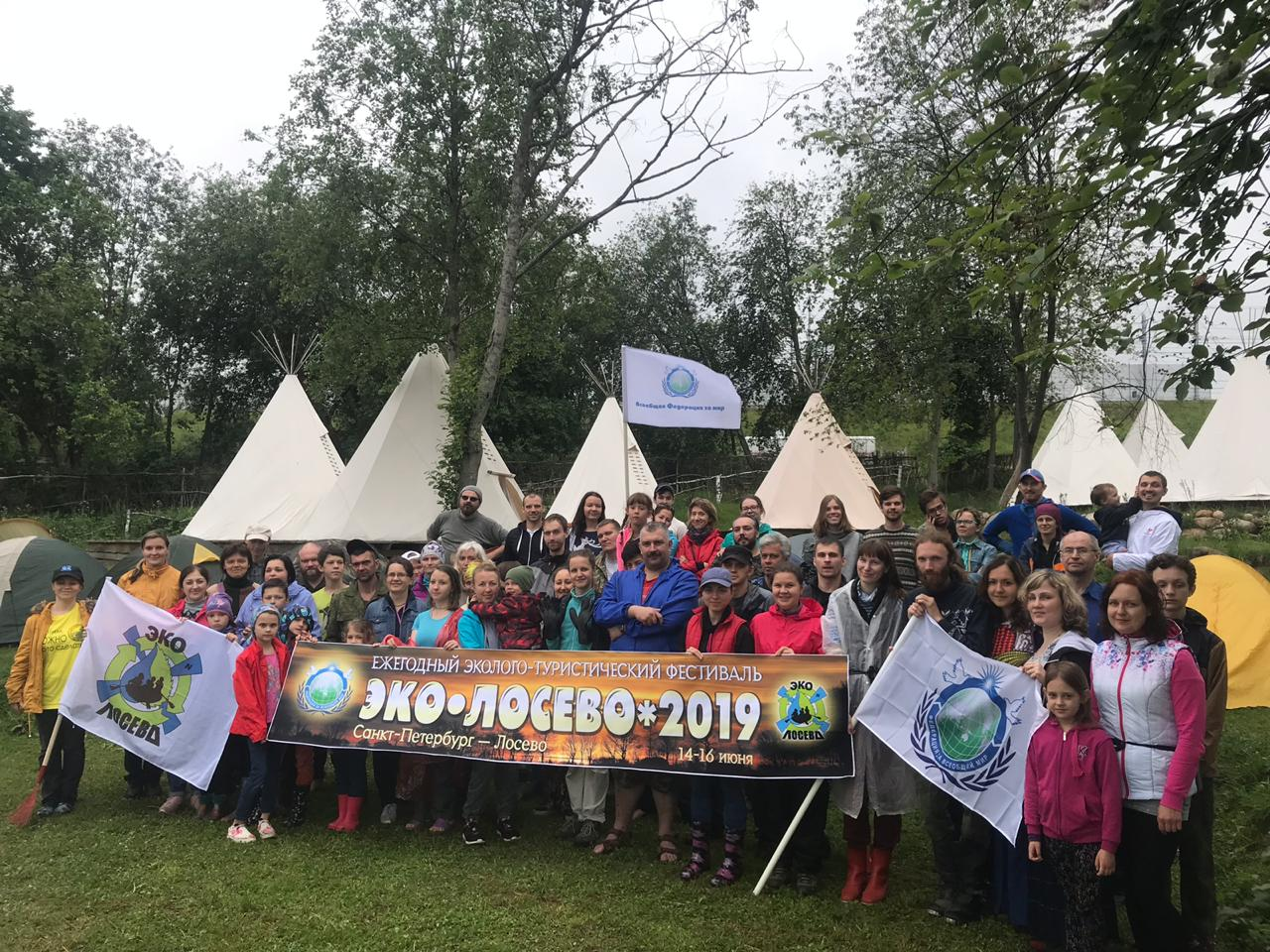
Эко-Лосево, Россия, 2020 год

### Эколого-туристический фестиваль Эко-Лосево
проект, разработанный для содействия сотрудничеству между населением, властью, коммерческими и некоммерческими организациями, а также культурными, спортивными и туристическими клубами в области экологии и активного отдыха для сохранения экологической обстановки в бассейне реки Вуокса в Северо-западной части России. Проект, начатый в 2015 году, проводится дважды в год, включая выезды волонтеров для уборки мусора с берегов озера Суходольского. Он направлен на привлечение жителей к охране окружающей среды, развитие экологической культуры и семейного отдыха. Программа включает уборку мусора, спортивные мероприятия, квесты, мастер-классы, музыкальные программы и благоустройство туристических стоянок.

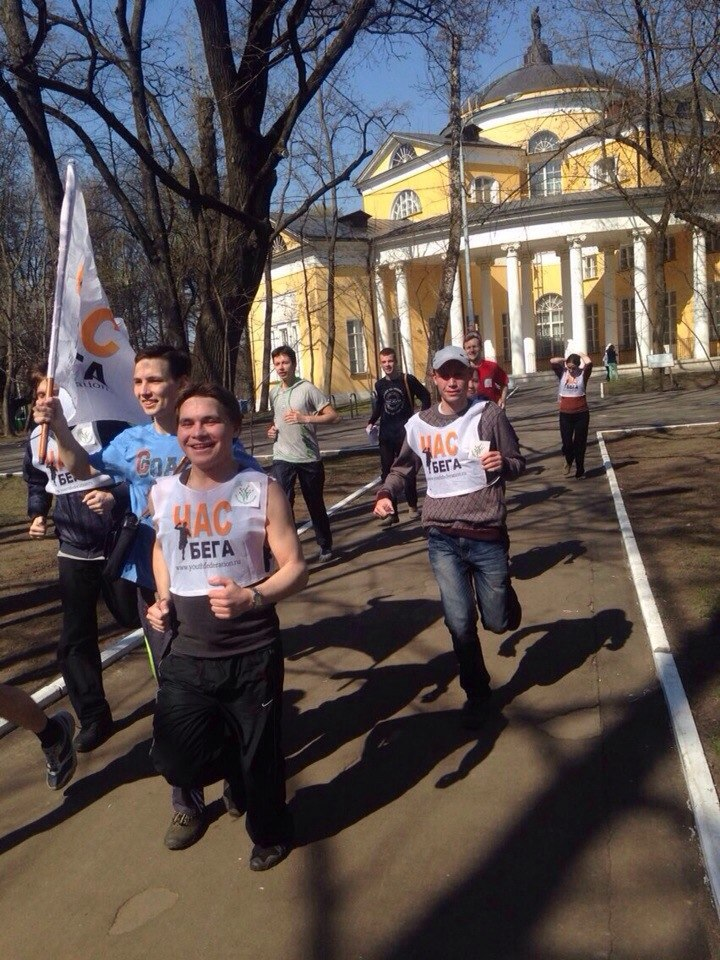
Час бега, Москва, 2014 год

### Час бега
представляет собой воскресные еженедельные спортивные акции, начавшиеся в Екатеринбурге в июне 2008 года, с целью продвижения нравственного и здорового образа жизни. Инициатива основана на принципе популяризации бега как наиболее доступного и незатратного вида спорта, способного объединять людей на базе независимых инициативных групп в российских городах.

### События
В 2011 году часть общероссийских акций проекта была посвящена международным дням ООН. С 2015 года проводится в различных российских городах, включая Екатеринбург, Москву, Нижний Новгород, Уфу, Ростов-на-Дону, Новосибирск, Красноярск, Нижневартовск, Иркутск, Владивосток и другие.

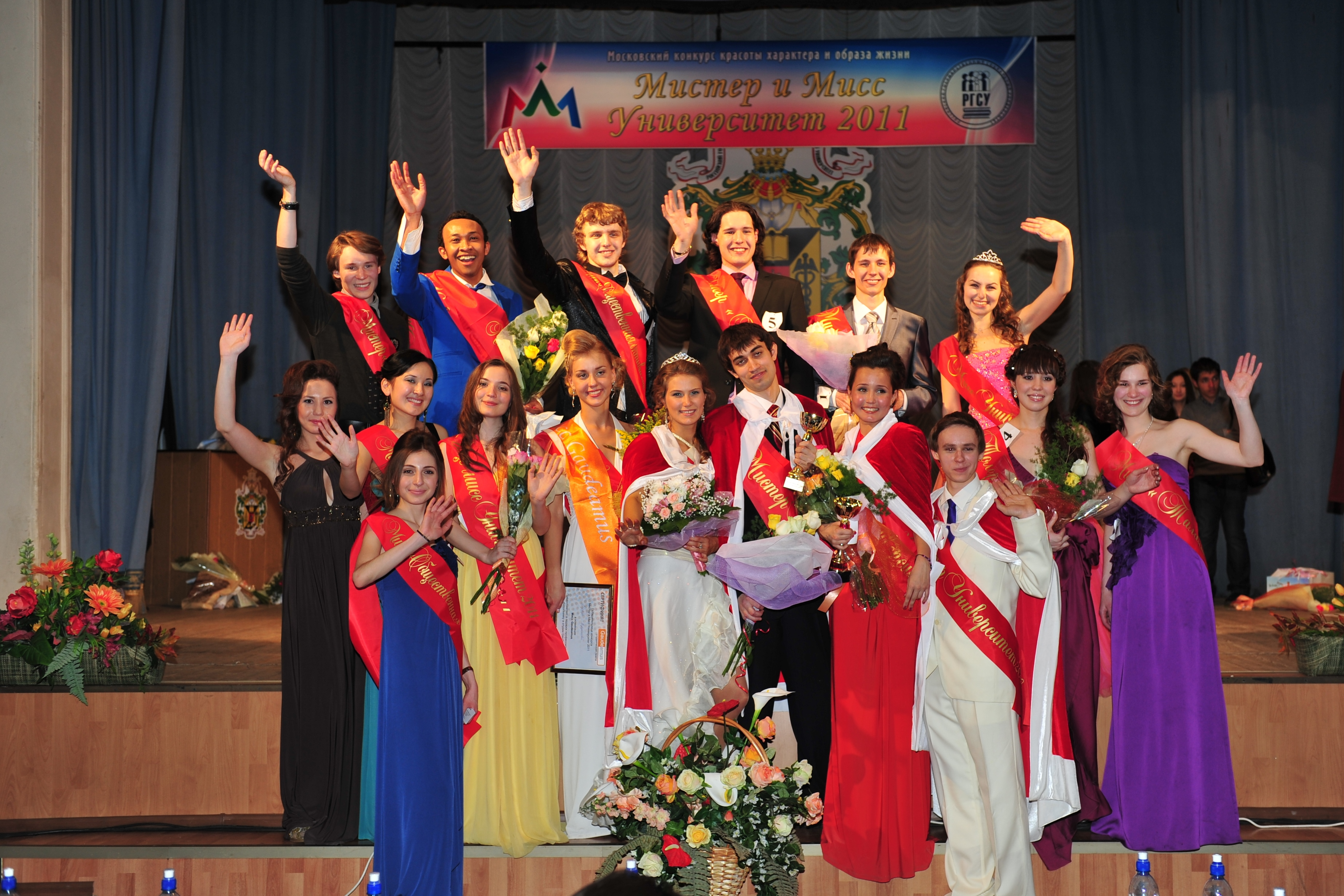
Мистер и Мисс Университет, Москва, 2011 год

### Конкурс красоты и талантов Мистер и Мисс Университет
представляет собой мероприятие, объединяющее социально-активную и творческую молодежь из различных регионов России и Беларуси. Цель конкурса — содействие развитию социальной и творческой активности, межкультурному диалогу и нравственному воспитанию молодежи. В рамках мероприятия студенты участвуют в волонтерских проектах, тренингах, встречах и творческих программах, призванных формировать образ жизни и характер участников. С момента своего первого проведения в Москве в 1992 году конкурс продвигает нравственные и семейные ценности в молодёжной среде. Цели проекта — раскрытие понятия красоты внутренних качеств человека, повышение престижа семейных ценностей, создание дружественной атмосферы и привлечение молодежи к общественной деятельности, а также развитие социальной активности.

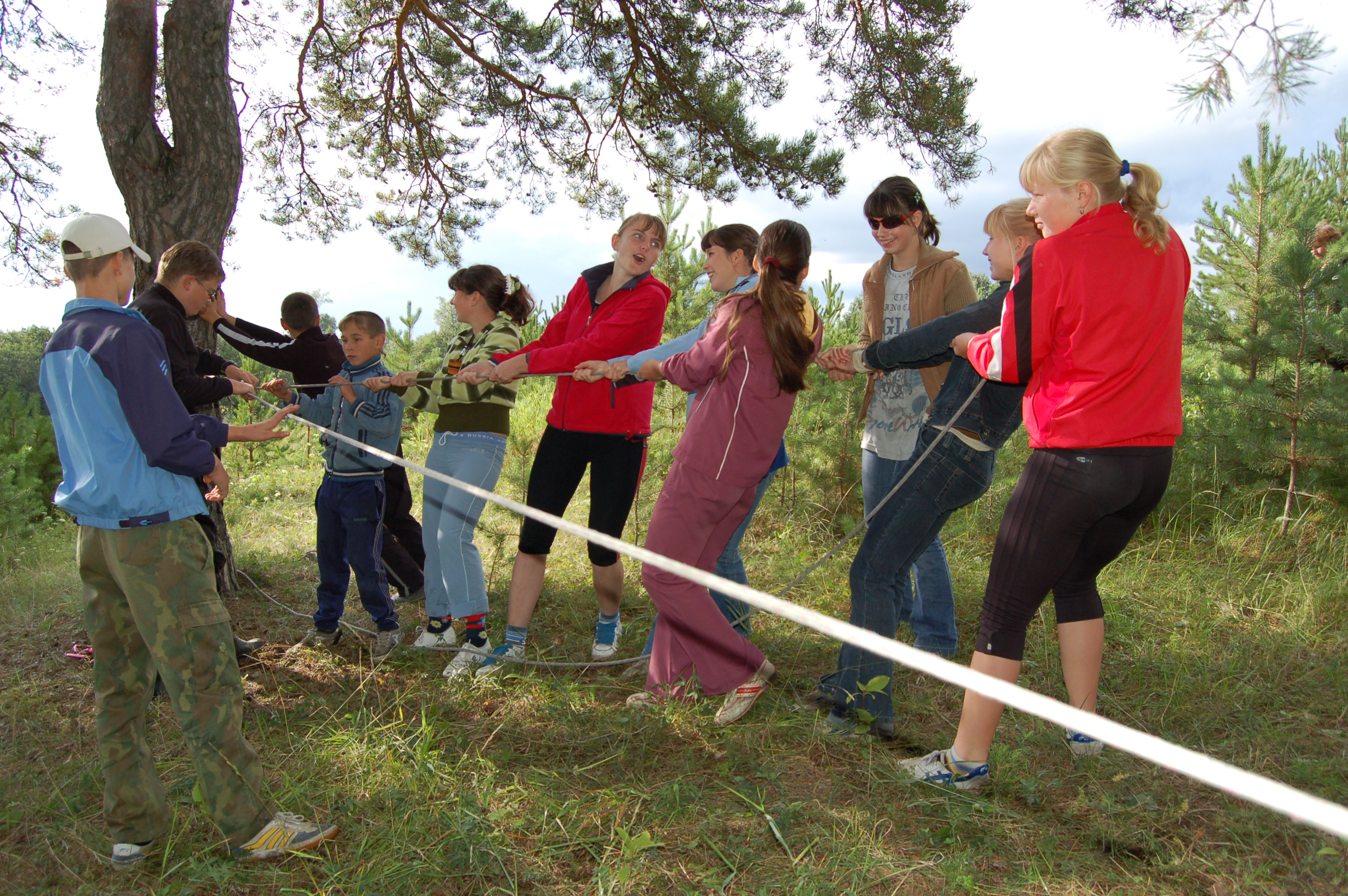
Уральский добровольческий проект «Покровское» — Город помогает селу 2009 год

### Уральский добровольческий проект «Покровское»
под девизом «Город помогает селу!» представляет инновационную программу сотрудничества между городскими жителями и сельскими жителями, совместно участвующими в социально значимой деятельности. Запущенный в Екатеринбурге, проект имеет партнёрство с администрацией села, школой и различными общественными организациями. Целью проекта является взаимное проникновение городской и сельской субкультур, личностный рост участников, укрепление привязанности к своей «малой родине» и сближение поколений. Первоначальный этап проекта начался в летний период 2008 года с организации волонтерского лагеря, где горожане и сельчане активно участвовали в обустройстве мест отдыха и восстановлении исторического храма. Проект включает также сотрудничество со школой, где проводятся мастер-классы и создаются социально значимые объекты, такие как «сенсорный сад» для нравственного и экологического воспитания детей.

### Байкальский ежегодный эколого-туристический проект

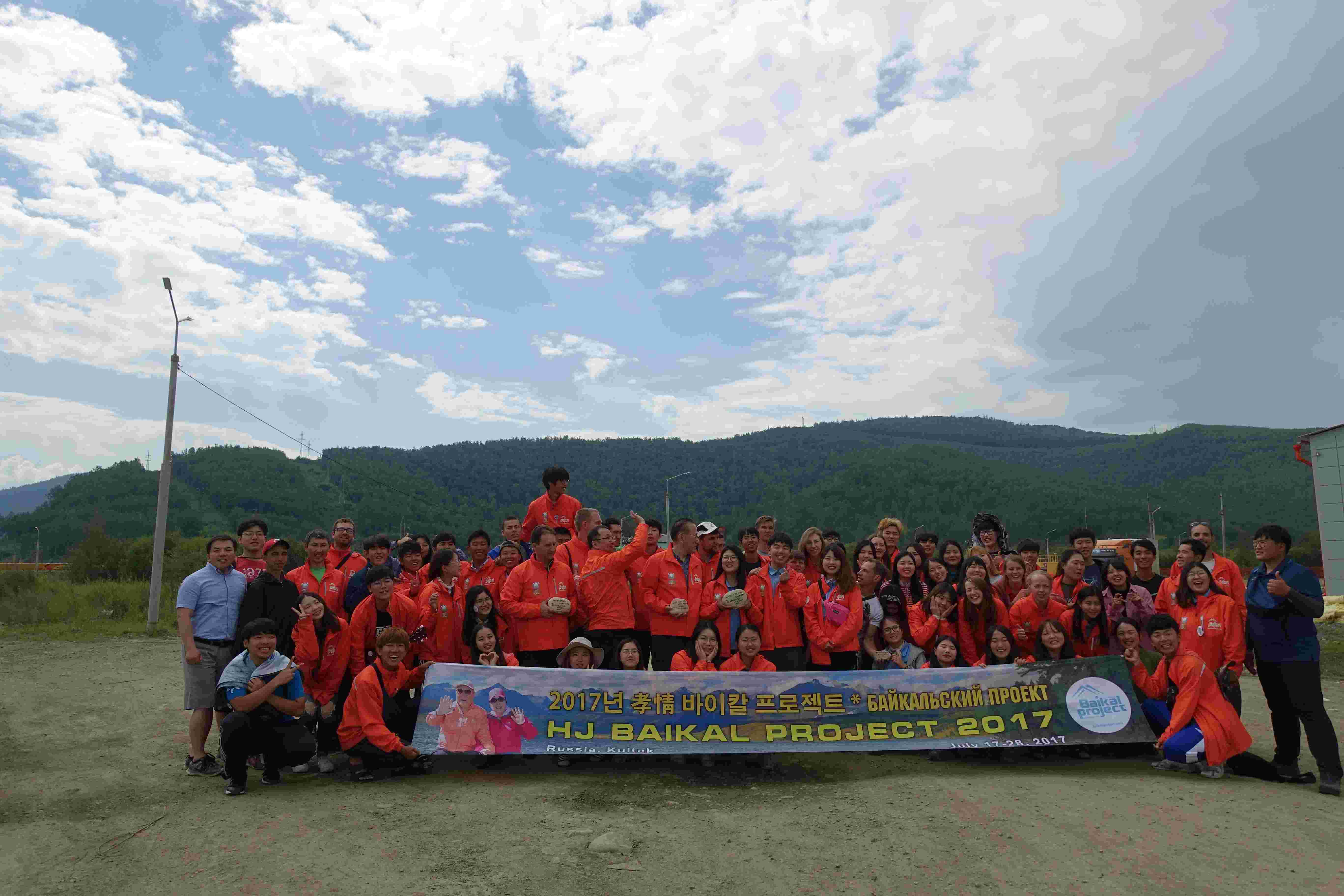
Байкальский проект, международные участники, Слюдянка, Россия, 2017 год

известный как «Байкальский проект», проводится с 2002 года, направлен на развитие добровольчества и экологического туризма. Проект включает в себя расчистку заповедных территорий, строительство туристических троп и пешеходных мостов, а также проведение туристических маршрутов и тренировку навыков выживания в экстремальных условиях Байкальской природы. Цель проекта включает в себя привлечение молодежи к охране окружающей среды, воспитание чувства ответственности, патриотизма и любви к природе, а также подготовку волонтеров для экологических проектов и развитие волонтерского движения в России. Проект также направлен на развитие туризма и экологической культуры через обеспечение доступа к природным памятникам для всех возрастных групп. Он также способствует сохранению заповедных территорий путем направления потока туристов по организованным маршрутам и использования подготовленных мест для стоянок. Проект обусловлен необходимостью строительства надёжных переправ через горные реки в Прибайкалье, а также направлен на развитие добровольчества и обмен опытом между волонтерами. Его реализация поддерживается Байкальским поисково-спасательным отрядом МЧС России и различными общественными организациями. Проект также включает воспитательные мероприятия и поход в горы, привлекая волонтеров с опытом в общественной деятельности и желающих развивать экологический туризм. Сеть партнёров проекта постепенно расширяется, и в 2010 году он был отмечен благодарностью от представительства Организации Объединённых Наций в России.

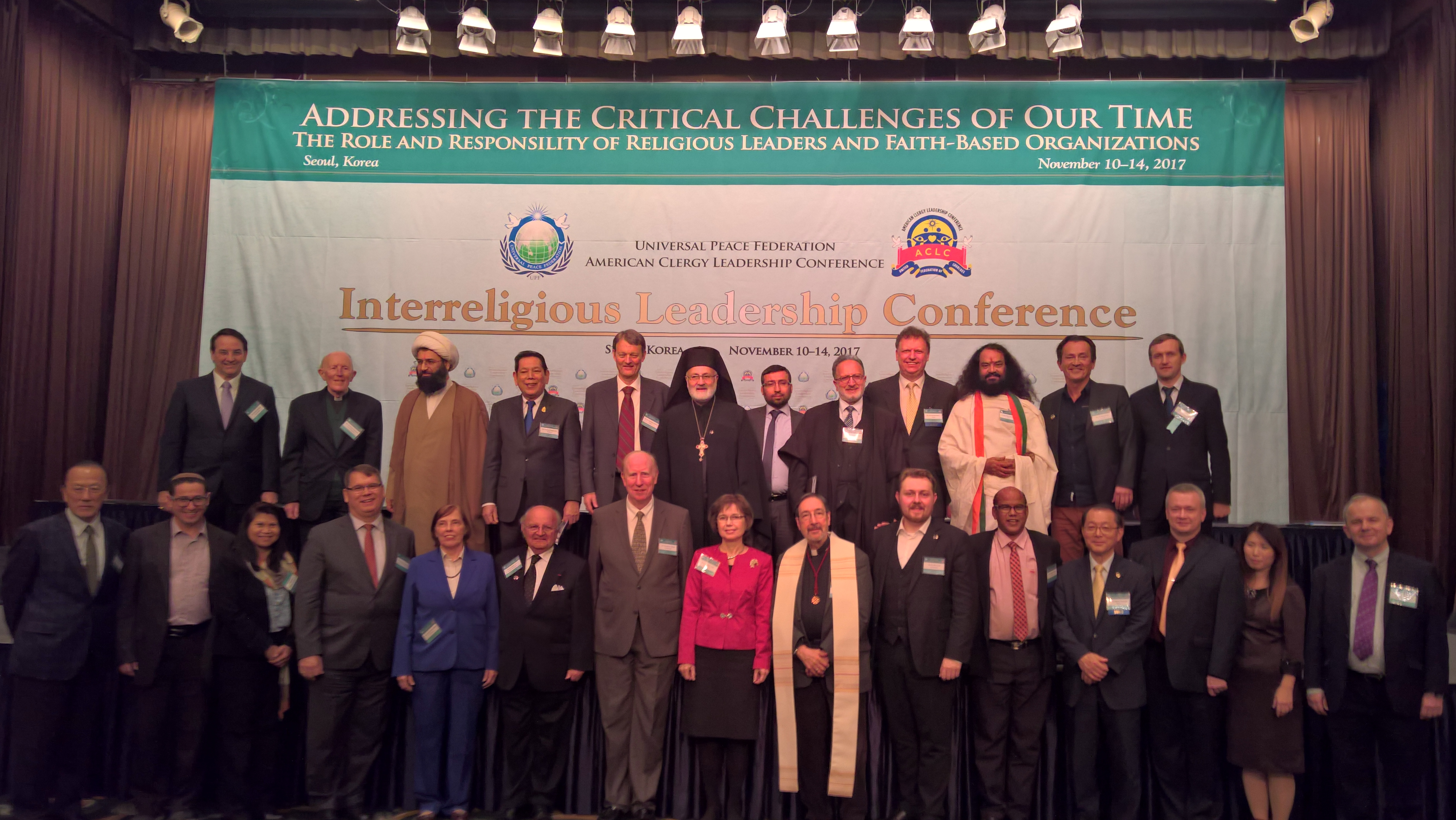
Делегаты, Межрелигиозная конференция по лидерству, организаторы: Федерация за всеобщий мир и Конференция лидеров американского духовенства, Сеул, Республика Корея, 12 ноября 2017 года

### Конференция лидеров американского духовенства
Конференция лидеров американского духовенства (англ. American Clergy Leadership Conference, ACLC) инициирована для способствования объединению религиозных (в основном христианских) лидеров США для продвижения ценностей традиционной семьи — брака как союза мужчины и женщины, соблюдения целомудрия в среде молодежи до брака, верности в браке.

## Учрежденные награды
От имени Федерации присваивается ряд наград:

### Премия мира Сонхак

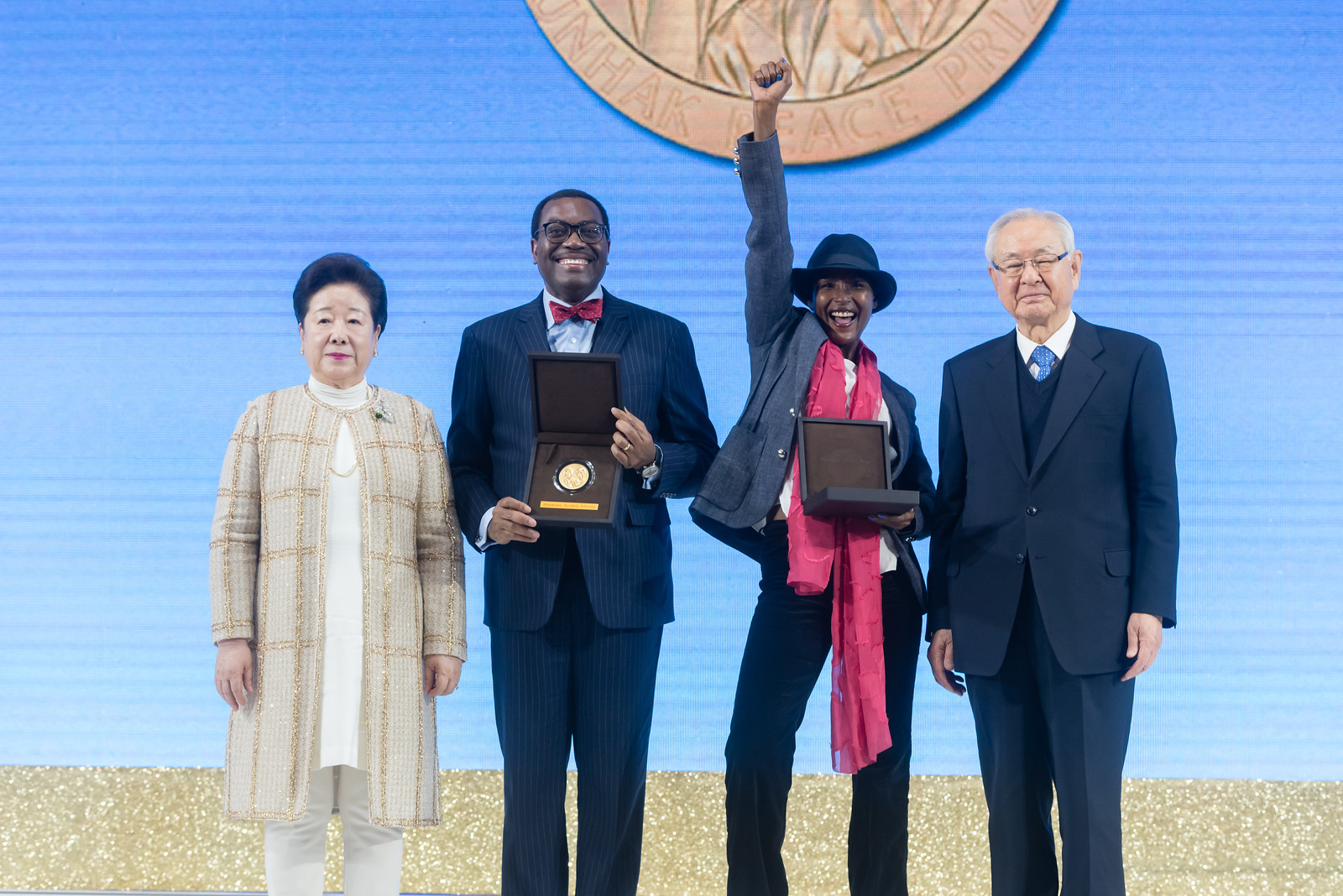
Лауреаты, Премия мира Сонхак 2019, Сеул, Республика Корея

Премия мира Сонхак (англ. Sunhak Peace Prize) присуждается для поощрения особо выдающихся миротворцев. Среди лауреатов:
- 2015 год — Аноте Тонг[198], Виджай Гупта[199],
- 2017 год — Джино Страда[200], Сакена Якуби[201],
- 2019 год — Акинвуми Адессина[202], Варис Дирие[203],
- 2020 год — Муниб Юнан[204], Маки Саль[205], Пан Ги Мун[206],
- 2022 год — Сара Кэтрин Гилберт[англ.][207], GAVI[207], Самдек Хун Сен[208],
- 2025 года — Ванджира Матаи[209], Хью Эванс[210][210], Патрик Авуа[211] и Шанана Гужман[212][213][214].

### Медаль «За лидерство и благое управление»

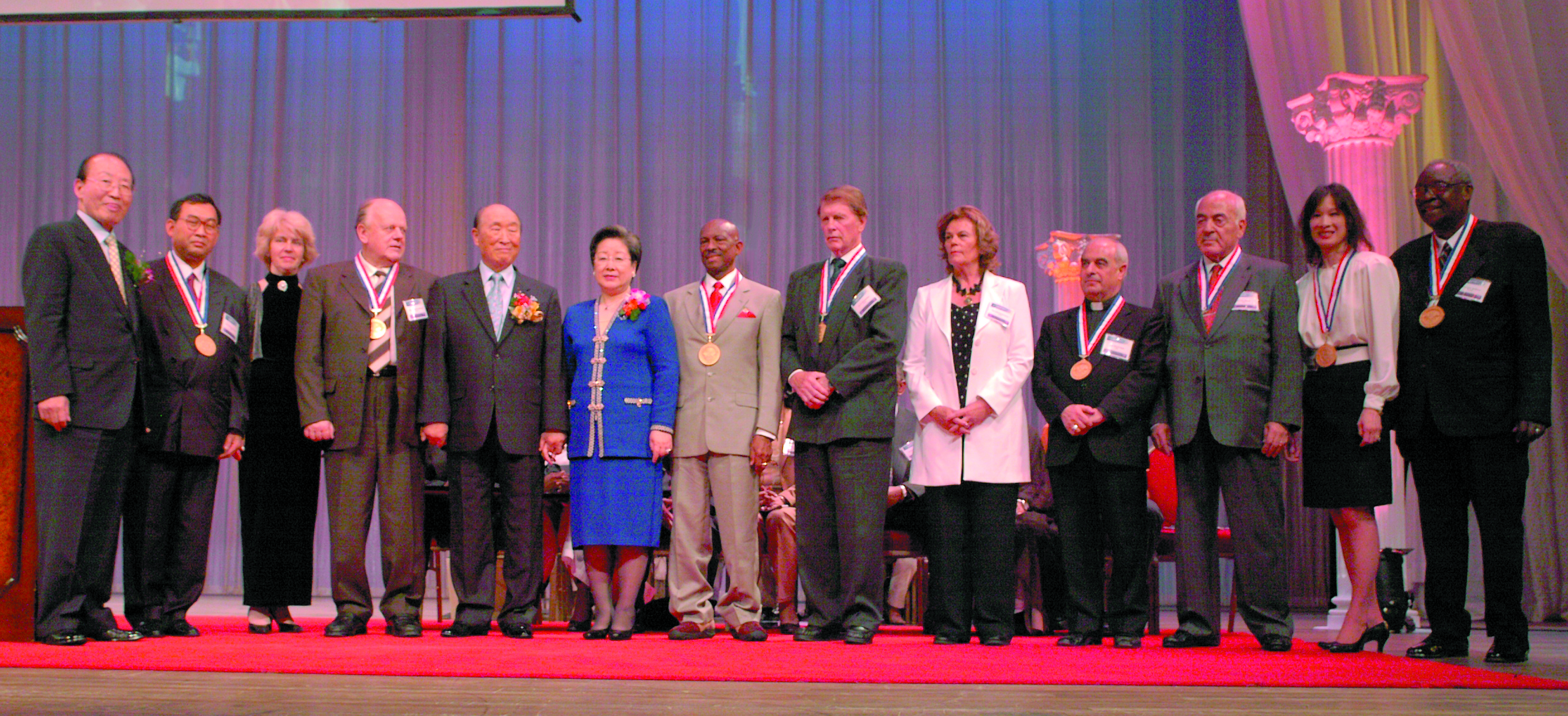
Лауреаты Медали за лидерство и благое управление, Межрелигиозная межнациональная федерация за мир во всём мире (IIFWP), Нью-Йорк, США, 15.08.2003

Медаль «За лидерство и благое управление» (англ. Leadership and Good Governance Award) вручается за значительный вклад в дело мира общественных и государственных деятелей. Среди лауреатов — Хамид Карзай, Халили, Мохаммад Карим, Реджеп Мейдани, Джон Уильям Эш, Мэри Башир, Ллойд Эрскин Сэндифорд, Живко Будимир, Божидар Матич, Пьер Нкурунзиза, Нородом Сиривуд, Родриго Карасо Одио, Анри Конан Бедье, Абдель Азиз Мухаммед Хигази, Жан Пин, Джимми Моралес, Мануэл Серифу Ньямаджу, Стейнгримюр Херманнссон, Абдуррахман Вахид, Ясухиро Накасонэ, Раила Одинга, Равдангийн Болд, Томас Ременгесау, Федерико Франко, д-р Сафаров Сайфулло Садулоевич, посол Рахманджон Пулатович Расулов, Маргарет Тэтчер, Морган Цвангираи, Эдвард Натапеи, Хам Лини, Чарльз Рейнджел, Бен Гилман и Дэнни Дэвис.

### Звание «Посол мира»

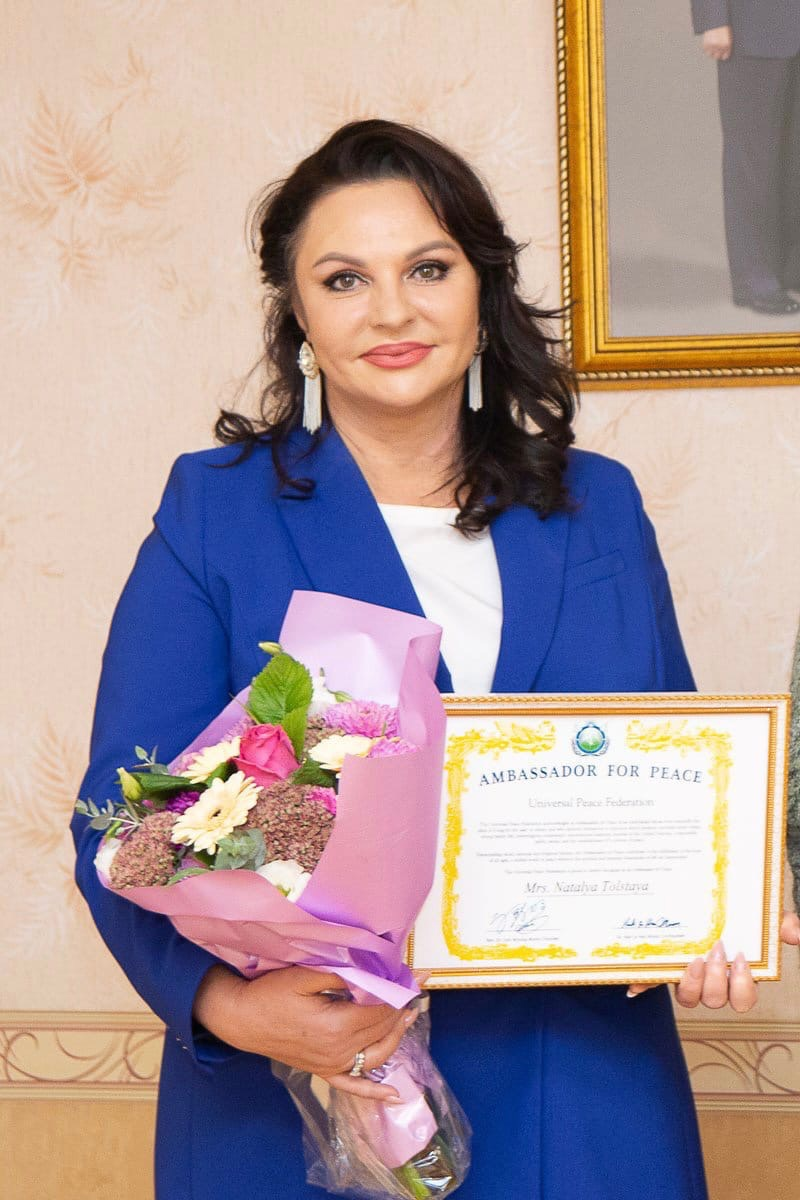
Наталья Толстая, Посол мира, 2021 год

Звание «Посол мира» (англ. Ambassador for Peace) присваивается за значительный вклад в миротворчество. Среди наиболее видных послов мира — Президент Сьерра-Леоне Эрнест Бай Корома , руководитель African Union Development Agency Глория Акобунду, марафонец Эдуард Александрович Яковлев, уполномоченный по правам человека России Олег Орестович Миронов, академик Яков Захарович Мессенжник, артист Владимир Афанасьевич Фролов, режиссёр Резо Давидович Чхеидзе, общественный деятель и архитектор Ильдар Мансавеевич Ханов, экс-глава государства Республики Беларусь Станислав Станиславович Шушкевич, эфиопский общественный деятель Элиас Вондиму, руководитель международных проектов ЦК РСМ Лукьяна Суворова, экс-президент Украины Леонид Кравчук, премьер-министр республики Биафра Симон Ньоку Экпа, секретарь отдела коммуникаций президента Филиппин Хосе Анданар, основатель Voice Zongo в Гане Маннан Уару, имам Исмаил Бейе из Ганы, общественный деятель Либерии Мэри Броунел, деятель искусств Марина Ромахина, учёный Геннадий Бичев, Шейх Салем Хумаид Саиф, руководитель Белорусского фонда мира Максим Мисько, музыкант Бехруз Зеваров из Таджикистана, Чрезвычайный и Полномочный посол Лиги арабских государств в Москве Валид Хамед Шилтаг, деятель искусства Сангита Шреста, африканский общественный деятель Эммануэль Неба-Фу, албанский журналист Ндуе Драгуша, Британский общественный деятель и публицист Абдул Башид Саед и др.
Традиционно звание присуждается на международных мероприятиях, проводимых Федерацией за всеобщий мир. Зачастую такие программы приурочены к дням ООН, например, Международному дню мира.

### Премия «Премия молодёжных достижений»

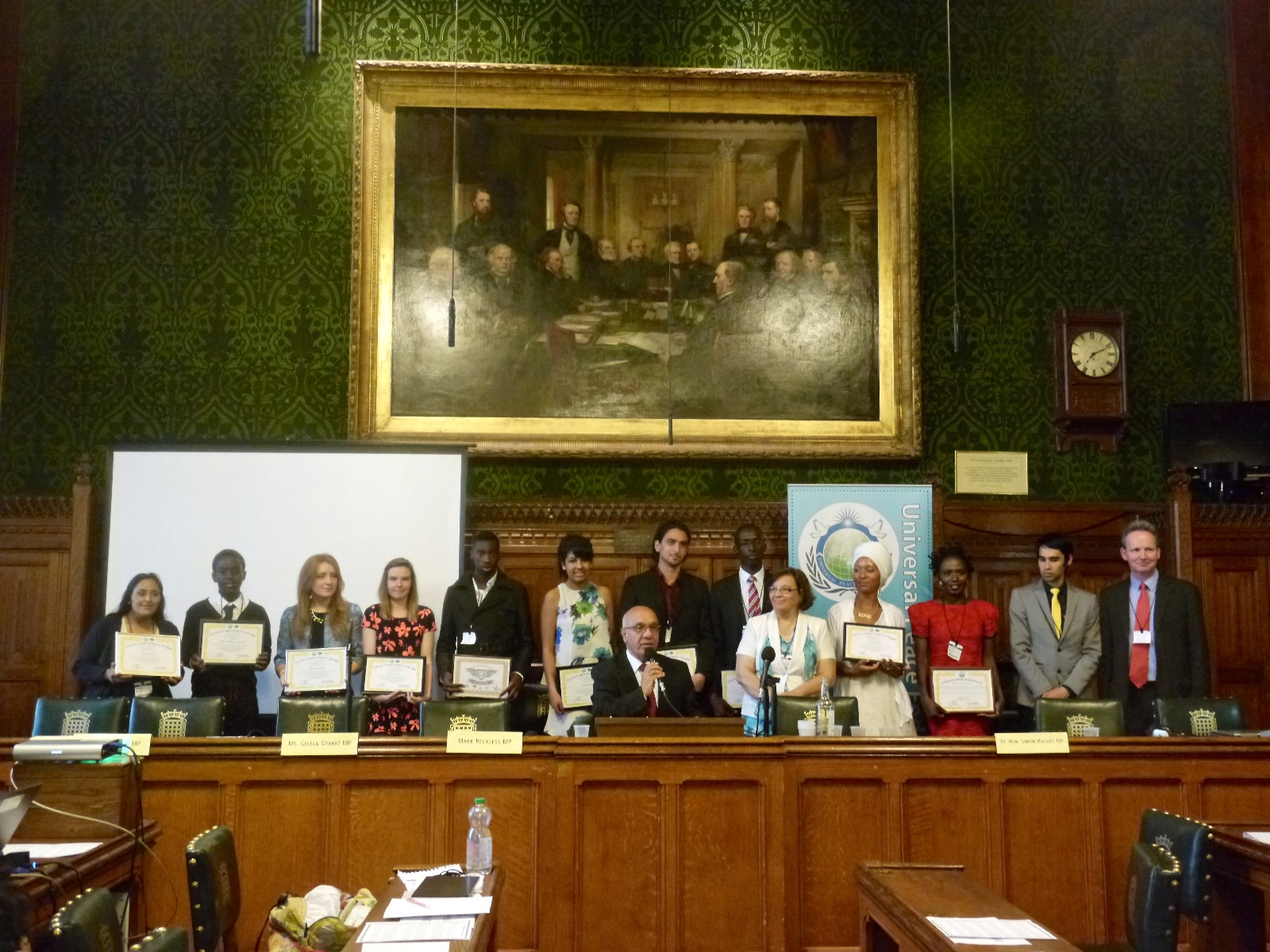
Церемония награждения «Премией молодёжных достижений», Палата общин Соединённого Королевства, Лондон, Великобритания, 2014 год

Премию «Премия молодёжных достижений» (англ. Young Achievers Award, прежде англ. Youth Achievement Award) ежегодно присуждает британское отделение федерации молодым лидерам, имеющим достижения в области развития гражданского общества и экологии. Церемония награждения проходит ежегодно в Парламенте Великобритании с 2010 года. Молодым людям, которые проявили большую активность в своём сообществе, в гуманитарных целях или в благотворительных организациях, вручают награду, в основном, депутаты парламента от избирательного округа награждаемого молодого человека. В ходе церемонии награждённый рассказывал о своей мотивации, проблемах и достижениях до получения награды. Депутат поздравляет награждаемого и в некоторых случаях поддерживает с ними связь и после награждения. В 2023 году руководитель проекта «Plant4Life» Мухаммед Сафа Кайи был удостоен этой премии. Премию 16-летниму активисту-экологу турецкого происхождения вручил Дин Рассел, член парламента от Уотфорда от правящей Консервативной партии, на церемонии в зале заседаний комитета британского парламента.

## Публикации

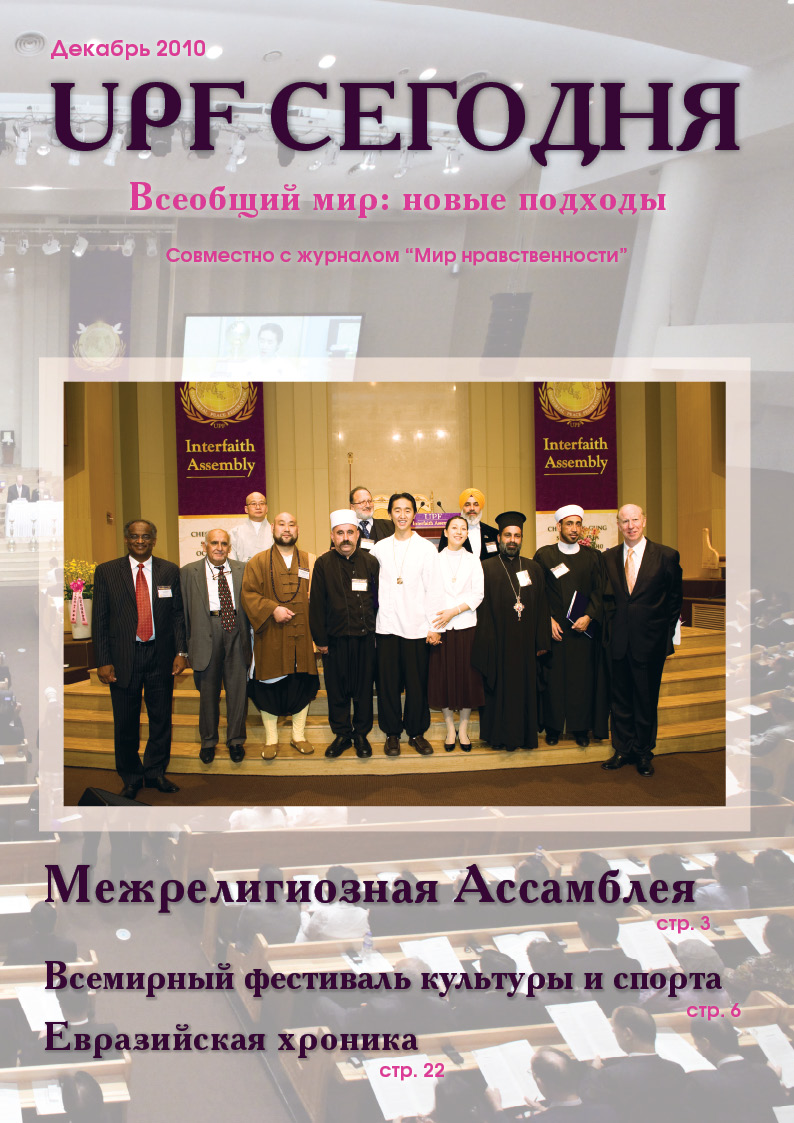
Журнал UPF Сегодня, Федерация за всеобщий мир, декабрь 2010 года

Для продвижения межрелигиозного диалога Федерация издала антологию священных текстов мировых религий «Всемирное писание». Так же Федерация за всеобщий мир издаёт журнал UPF Today на английском языке и «UPF Сегодня» на русском языке.